# Pléchâtel
Pléchâtel est une commune française située dans le département d'Ille-et-Vilaine, en région Bretagne. Elle appartient au canton de Bain-de-Bretagne et est rattachée à l'arrondissement de Redon.

## Géographie
Pléchâtel est située à la confluence de la Vilaine et du Semnon.
Du point de vue de la richesse de la flore, Pléchatel se situe à la quatrième place des communes du département possédant dans leurs différents biotopes le plus de taxons, soit 637 pour une moyenne communale de 348 taxons et un total départemental de 1 373 taxons (118 familles). On compte notamment 63 taxons à forte valeur patrimoniale (total de 207) ; 31 taxons protégés et 34 appartenant à la liste rouge du Massif armoricain (total départemental de 237).

### Communes limitrophes
| Saint-Senoux        | Bourg-des-Comptes | Poligné |
| Saint-Malo-de-Phily | Pléchâtel         | Pancé   |
| Guipry-Messac       | Bain-de-Bretagne  |         |

### Hydrographie
Pour un article plus général, voir Réseau hydrographique d'Ille-et-Vilaine.
La commune est située dans le bassin Loire-Bretagne. Elle est drainée par la Vilaine, le Semnon, la Lande de Bagaron, le Choisel, l'Étang, la Huais, le ruisseau de la Farouillas et le ruisseau du Vieil étang de la touche,,.
La Vilaine, d'une longueur de 218 km, prend sa source dans la commune de Juvigné et se jette  dans l'Océan Atlantique à Camoël, après avoir traversé 56 communes. 
Le Semnon, d'une longueur de 73 km, prend sa source dans la commune de Saint-Erblon et se jette  dans la Vilaine à Saint-Senoux, après avoir traversé 20 communes. 

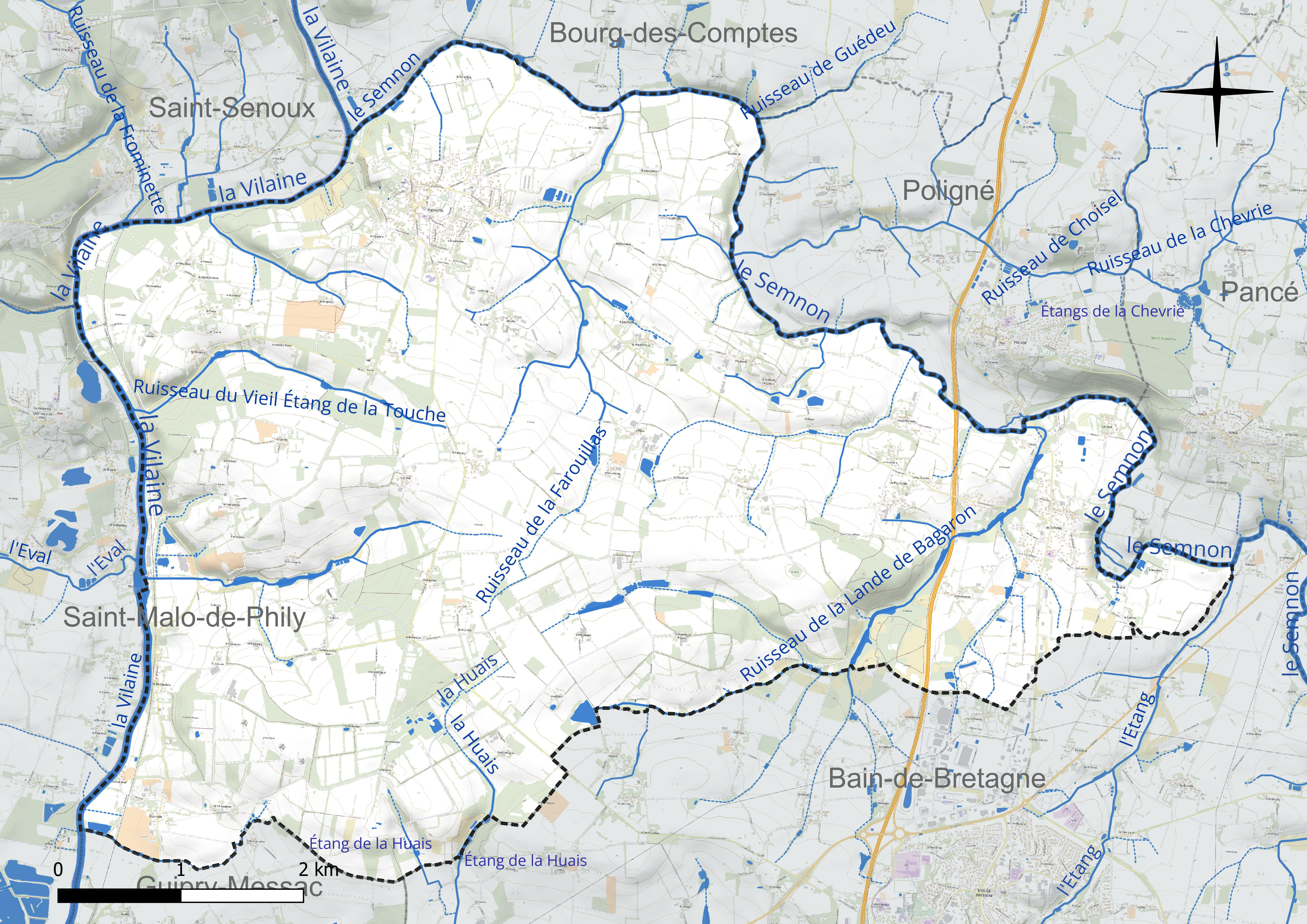
Réseau hydrographique de Pléchâtel.

Un plan d'eau complète le réseau hydrographique : l'étang de la Huais, d'une superficie totale de 0,6 ha (0,31 ha sur la commune),.

### Climat
Pour des articles plus généraux, voir Climat de la Bretagne et Climat d'Ille-et-Vilaine.
En 2010, le climat de la commune est de type climat océanique franc, selon une étude du CNRS s'appuyant sur une série de données couvrant la période 1971-2000. En 2020, Météo-France publie une typologie des climats de la France métropolitaine dans laquelle la commune est exposée à un climat océanique et est dans la région climatique  Bretagne orientale et méridionale, Pays nantais, Vendée, caractérisée par une faible pluviométrie en été et une bonne insolation. Parallèlement l'observatoire de l'environnement en Bretagne publie en 2020 un zonage climatique de la région Bretagne, s'appuyant sur des données de Météo-France de 2009. La commune est, selon ce zonage, dans la zone « Sud Est », avec des étés relativement chauds et ensoleillés.
Pour la période 1971-2000, la température annuelle moyenne est de 11,6 °C, avec une amplitude thermique annuelle de 13,4 °C. Le cumul annuel moyen de précipitations est de 773 mm, avec 11,7 jours de précipitations en janvier et 6 jours en juillet. Pour la période 1991-2020, la température moyenne annuelle observée sur la station météorologique la plus proche, située sur la commune de La Noë-Blanche à 10 km à vol d'oiseau, est de 12,2 °C et le cumul annuel moyen de précipitations est de 780,5 mm,. Pour l'avenir, les paramètres climatiques de la commune estimés pour 2050 selon différents scénarios d'émission de gaz à effet de serre sont consultables sur un site dédié publié par Météo-France en novembre 2022.

## Urbanisme

### Typologie
Au 1er janvier 2024, Pléchâtel est catégorisée commune rurale à habitat dispersé, selon la nouvelle grille communale de densité à sept niveaux définie par l'Insee en 2022.
Elle est située hors unité urbaine. Par ailleurs la commune fait partie de l'aire d'attraction de Rennes, dont elle est une commune de la couronne,. Cette aire, qui regroupe 183 communes, est catégorisée dans les aires de 700 000 habitants ou plus (hors Paris),.

### Occupation des sols
L'occupation des sols de la commune, telle qu'elle ressort de la base de données européenne d'occupation biophysique des sols Corine Land Cover (CLC), est marquée par l'importance des territoires agricoles (84 % en 2018), en diminution par rapport à 1990 (85,8 %). La répartition détaillée en 2018 est la suivante : 
terres arables (38,6 %), zones agricoles hétérogènes (33,1 %), prairies (12,3 %), forêts (10 %), zones urbanisées (4,4 %), mines, décharges et chantiers (0,7 %), milieux à végétation arbustive et/ou herbacée (0,7 %), zones industrielles ou commerciales et réseaux de communication (0,2 %). L'évolution de l'occupation des sols de la commune et de ses infrastructures peut être observée sur les différentes représentations cartographiques du territoire : la carte de Cassini (XVIIIe siècle), la carte d'état-major (1820-1866) et les cartes ou photos aériennes de l'IGN pour la période actuelle (1950 à aujourd'hui).

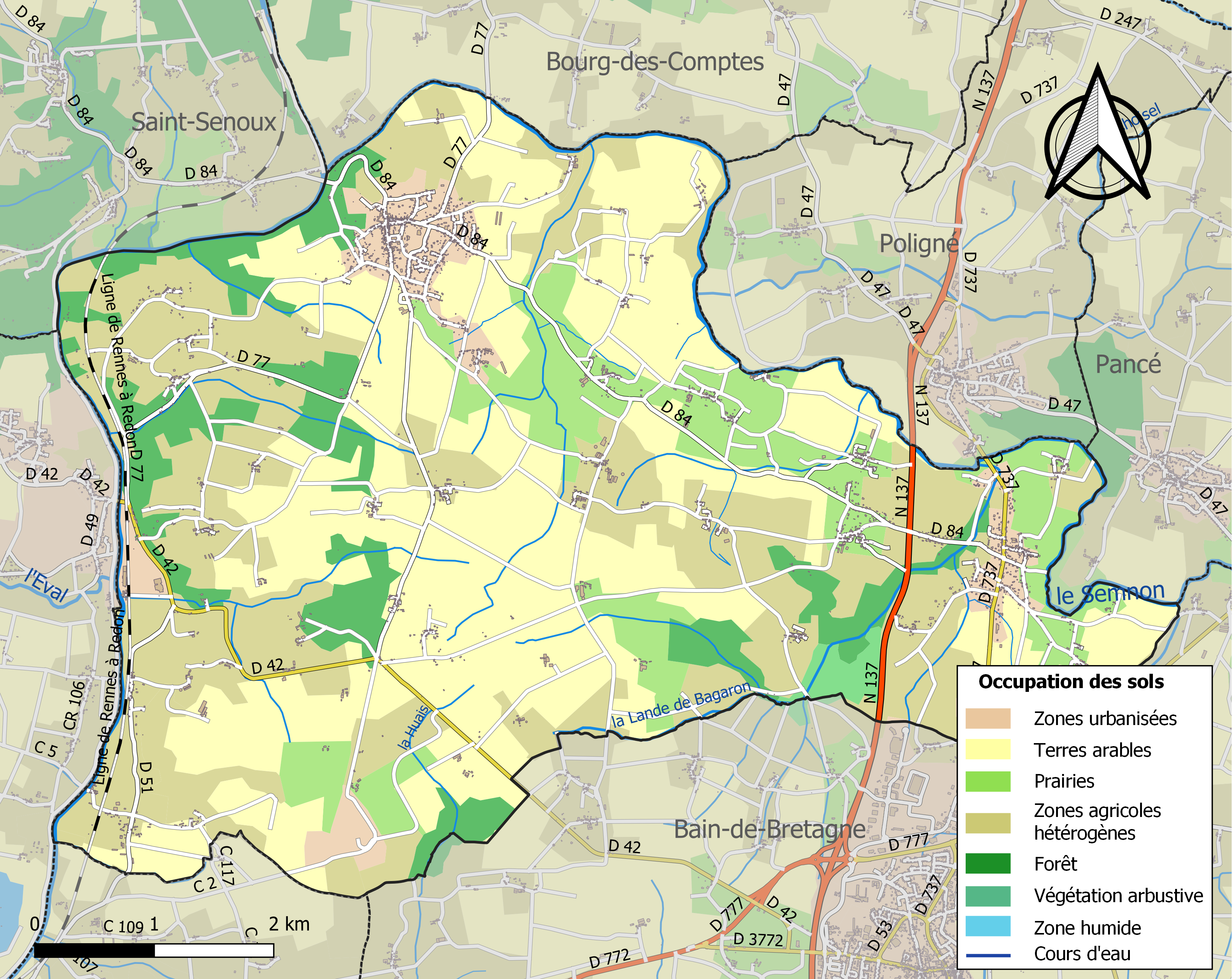
Carte des infrastructures et de l'occupation des sols de la commune en 2018 (CLC).

## Transports

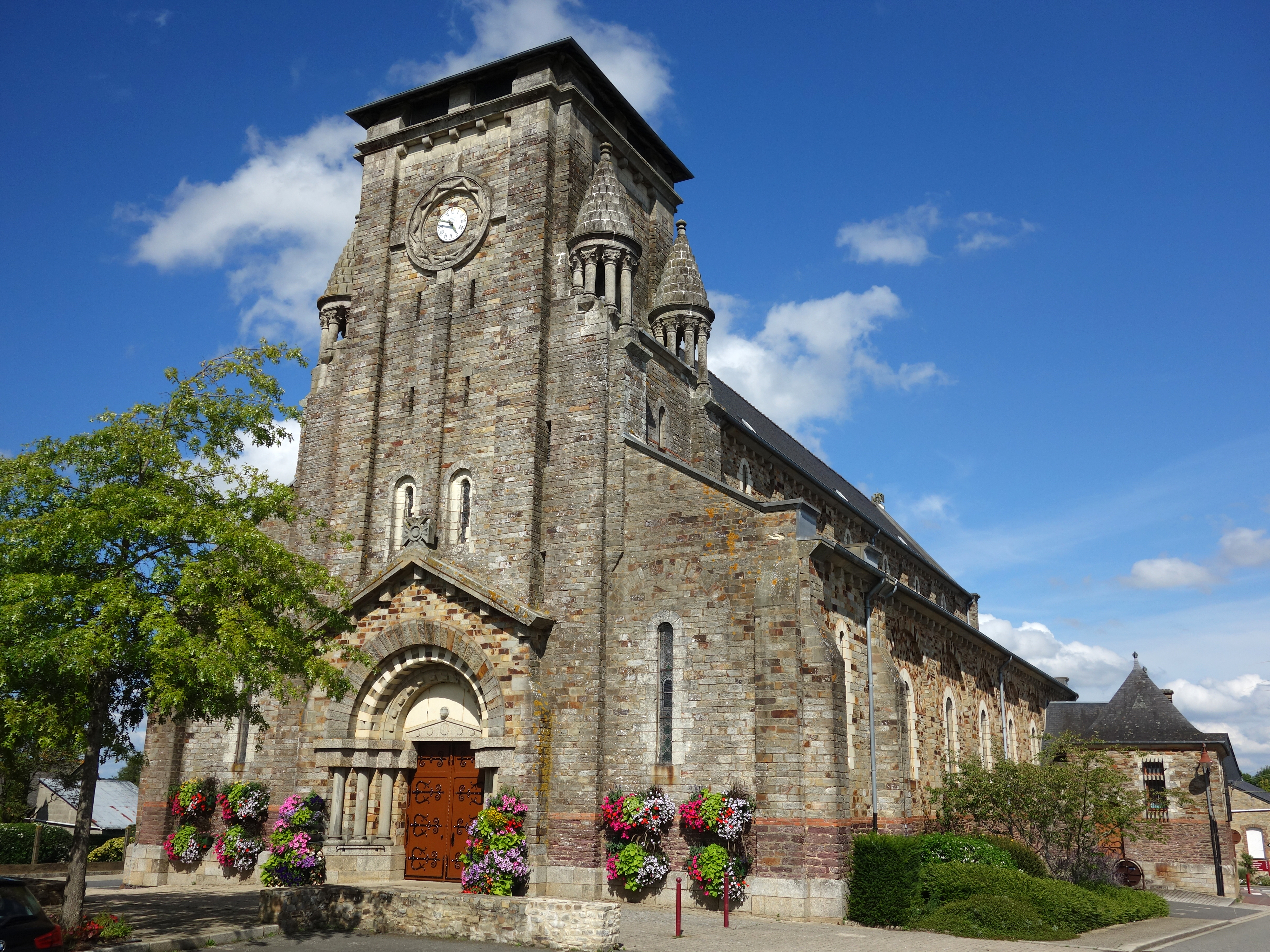
L'église_Saint-Pierre de Pléchâtel

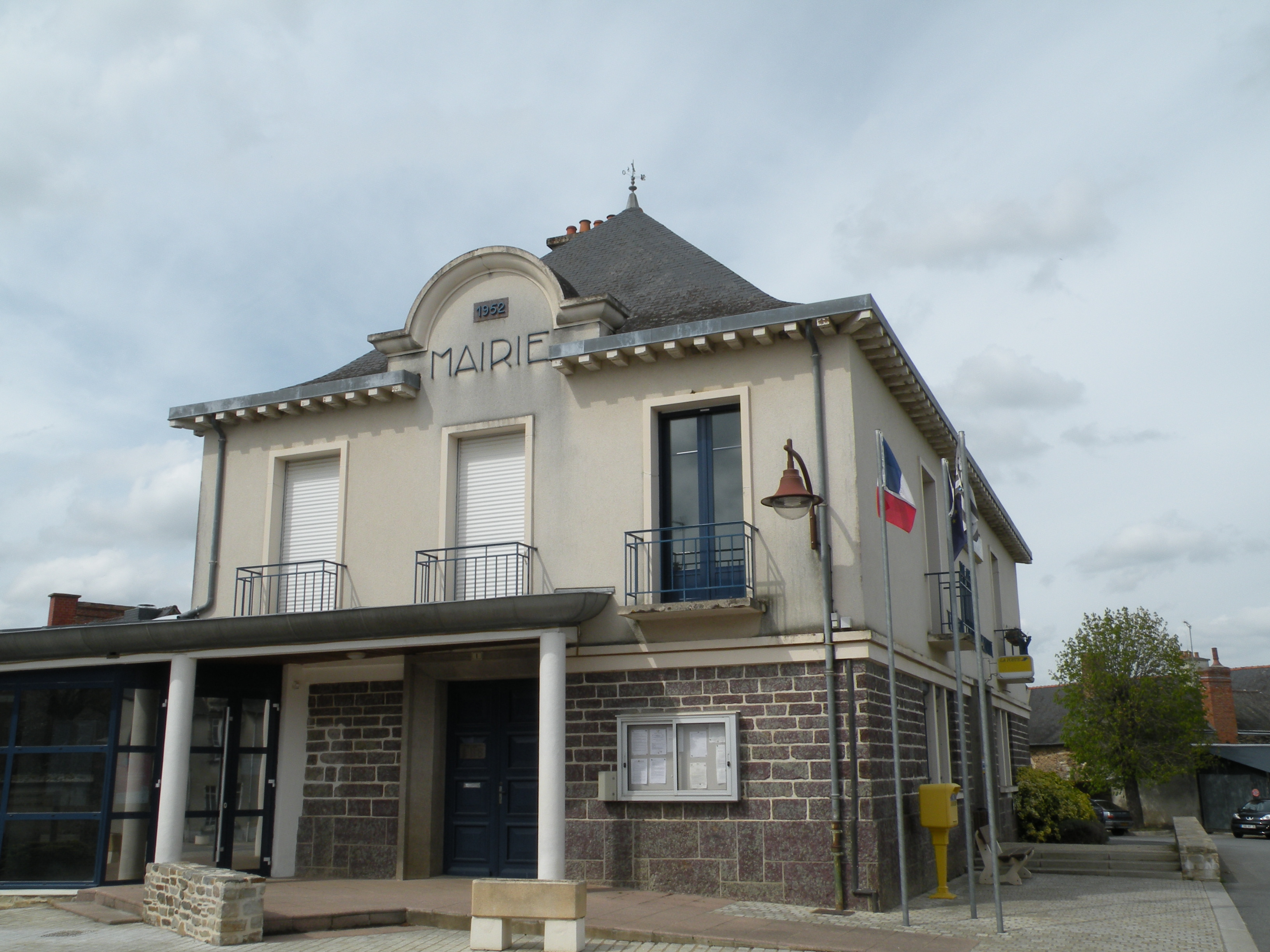
Ancienne Mairie - Poste Pléchâtel

- Pléchâtel est desservi par deux gares situées la ligne Rennes - Messac-Guipry - Redon du réseau TER Bretagne :
  - la gare de Pléchâtel, située à environ 4 km au sud du bourg, sur les bords de la Vilaine, face au bourg de Saint-Malo-de-Phily.
  - la  gare de Saint-Senoux - Pléchâtel, située sur la commune de Saint-Senoux mais à proximité du bourg de Pléchâtel ;
- Le réseau BreizhGo dessert également la commune par la ligne 21 Rennes - Pléchâtel et la ligne 5 pour le lieu dit Le Châtellier.

## Toponymie
Le nom de la localité est attesté sous les formes Plebs Castel en 875, Ploucastellum en 1050, Ploicastel en 1086.
Il s'agit d'une formation toponymique bretonne en Plou-, qui représente le vieux breton ploe « paroisse ». Ce mot est issu du latin plebs et avait en breton le sens précis de « paroisse pouvant baptiser », puis « paroisse ». Il est suivi du vieux breton castel (> breton kastell) « fortification, château », francisé en châtel par la suite. D'où le sens général de « paroisse du château ».
Le nom de la localité en gallo a été retranscrit sous les formes Pyeuchatè ou Pechatè,.

## Histoire

### Préhistoire
Les traces de 4 maisons longues, dont trois entourées de palissades, datant du néolithique final, ont été découvertes sur le site de la Hersonnais en Pléchâtel.

### Moyen-Âge
Pléchâtel, dont l'appellatif initial pré-indique une origine bretonne, tire son nom d'un château qui se trouvait vraisemblablement au village actuel du Châtellier, situé sur les hauteurs dominant le cours du Semnon, ancienne frontière des Redons (pays de Rennes) et des Nannètes (pays de Nantes).
Après l'assassinat du roi Erispoë en novembre 857 par Salomon son cousin, ce dernier donne aux moines de l'abbaye Saint-Melaine de Redon près de la moitié du territoire de Pléchâtel. Le 28 juin 874, Salomon est à son tour assassiné par Pascweten (son gendre), Guignon (son neveu) et Gurwant. Gurwant, qui va lui succéder, donne alors le reste de la paroisse à l'abbaye Saint-Sauveur de Redon qui fonde au XIe siècle un prieuré. Avant de dépendre de l'évêché de Rennes, la paroisse de Pléchâtel dépendait originairement de l'évêché de Nantes[réf. souhaitée].
À partir de 1086, des religieux officient dans la chapelle prieurale dédiée à saint Martin : les moines occupent le prieuré jusqu'à la fin du XVIIe siècle. Les seigneurs et maisons nobles qui se partagent le territoire sont : Mainténiac, Le Plessis-Bardoult, La Touche, la Pungerais et Trélan. On cultivait la vigne à Pléchâtel dès le XIe siècle.

### LeXXesiècle

#### La Seconde Guerre mondiale
Jean Hue, Auguste et Albert Migaud (un père et son fils), de Pléchâtel, Bernard Lignel (de Louvigné-du-Désert) et Désiré Thierry (de Saint-Malo-de-Phily) furent exécutés à Suresnes le 22 octobre 1942 pour  « trafic d'armes ».
Joseph Marchand est chef de gare à Pléchâtel depuis février 1926, lorsqu'il est arrêté le 4 mai 1942, son réseau ayant été démantelé (branche du réseau Overcloud). Après avoir été interrogé à Rennes, il est incarcéré à la prison d'Angers puis transféré à Fresnes le 3 juin. Le 29 septembre 1942, il comparaît avec 14 membres du groupe devant le tribunal militaire du Gross Paris (à l'hôtel Continental). Condamné à mort, il ne sera pas fusillé avec ses camarades au Mont Valérien. Bénéficiant d'un sursis d'exécution (il avait sauvé des enfants de la mort certaine dans une ferme pendant sa captivité en 1917), il poursuit sa détention à Fresnes jusqu'au 10 novembre 1942. Classé NN, il est alors déporté en Allemagne. On a pu retracer son trajet depuis ce 10 novembre 1942  -approximativement- à partir d'archives et du code qui lui a été attribué : Convoi n°I 65 (KAE-prison de Karlsruhe, SO-prison de Sonnenburg). Il a dû arriver le 16 janvier 1943 à la prison de Plötzentsee quartier de Charlotennburg (Berlin) où il a été guillotiné le 20 janvier 1943 (décès n°1695/42 - matricule 2479/42). On peut voir une stèle posée par la SNCF en sa mémoire près de la gare.. A titre posthume il est fait (JO 19 sept. 1954) Chevalier de la légion d'honneur et reçoit la croix de guerre avec palme et la médaille de la résistance (cf. divers archives dont le livre sorti en 2017 sous la direction de Thomas Fontaine Cheminots victimes de la répression 1940-1945 aux éditions Perrin/SNCF)

## Politique et administration

### Liste des maires
| Période                                  | Période       | Identité        | Étiquette | Qualité |
| ---------------------------------------- | ------------- | --------------- | --------- | --- |
| 1804                                     | 1804          | René Regnault   |           | |
| mai 1844                                 | mai 1893      | Romain Jousset  |           | Doyen des maires d'Ille-et-Vilaine. Propriétaire du château de Trélan. Ami de l'écrivain français Charles Nodier |
| mai 1893                                 | décembre 1911 | Pierre Jolivet  |           | |
| décembre 1911                            | décembre 1919 | Jean Morzel     |           | Commerçant dans le Bourg                                                                                         |
| décembre 1919                            | décembre 1928 | Henri Duclos    |           | ancien notaire de Rennes. Propriétaire du château de Trélan                                                      |
| décembre 1928                            | mai 1929      | Auguste Dehoux  |           | Entrepreneur de couverture                                                                                       |
| mai 1929                                 | avril 1943    | Henri Duclos    |           | |
| avril 1943                               | août 1944     | Ange Pilard     |           | Président de l'UNC                                                                                               |
| août 1944                                | mars 1945     | Henri Duclos    |           | |
| mars 1945                                | octobre 1946  | Louis Migaud    |           | |
| octobre 1946                             | mars 1965     | Robert Very     |           | Mécanicien Cycles                                                                                                |
| mars 1965                                | mars 1989     | Jean Legaud     | DVD       | Agriculteur |
| mars 1989                                | juin 1995     | Jean Paitel     |           | Ouvrier du bâtiment                                                                                              |
| juin 1995                                | mars 2008     | Joseph Jouaux   | DVD       | Entrepreneur en maçonnerie                                                                                       |
| mars 2008                                | En cours      | Éric Bourasseau | DVD       | Chef d'entreprise                                                                                                |
| Les données manquantes sont à compléter. |               |                 |           | |

## Démographie
L'évolution du nombre d'habitants est connue à travers les recensements de la population effectués dans la commune depuis 1793. Pour les communes de moins de 10 000 habitants, une enquête de recensement portant sur toute la population est réalisée tous les cinq ans, les populations de référence des années intermédiaires étant quant à elles estimées par interpolation ou extrapolation. Pour la commune, le premier recensement exhaustif entrant dans le cadre du nouveau dispositif a été réalisé en 2008.

En 2022, la commune comptait 2 796 habitants, en évolution de +1,71 % par rapport à 2016 (Ille-et-Vilaine : +5,46 %, France hors Mayotte : +2,11 %).
| 1793  | 1800  | 1806  | 1821  | 1831  | 1836  | 1841  | 1846  | 1851  |
| ----- | ----- | ----- | ----- | ----- | ----- | ----- | ----- | ----- |
| 1 973 | 2 405 | 2 040 | 2 190 | 2 261 | 2 324 | 2 331 | 2 430 | 2 497 |

| 1856  | 1861  | 1866  | 1872  | 1876  | 1881  | 1886  | 1891  | 1896  |
| ----- | ----- | ----- | ----- | ----- | ----- | ----- | ----- | ----- |
| 2 494 | 2 588 | 2 653 | 2 658 | 2 757 | 2 304 | 2 392 | 2 402 | 2 277 |

| 1901  | 1906  | 1911  | 1921  | 1926  | 1931  | 1936  | 1946  | 1954  |
| ----- | ----- | ----- | ----- | ----- | ----- | ----- | ----- | ----- |
| 2 120 | 2 019 | 1 946 | 1 782 | 1 749 | 1 709 | 1 619 | 1 517 | 1 478 |

| 1962  | 1968  | 1975  | 1982  | 1990  | 1999  | 2006  | 2008  | 2013  |
| ----- | ----- | ----- | ----- | ----- | ----- | ----- | ----- | ----- |
| 1 503 | 1 512 | 1 559 | 1 780 | 1 834 | 1 946 | 2 495 | 2 654 | 2 692 |

| 2018  | 2022  | - | - | - | - | - | - | - |
| ----- | ----- | - | - | - | - | - | - | - |
| 2 828 | 2 796 | - | - | - | - | - | - | - |

## Économie
Le parc éolien de La belle Epine, d'une puissance nominale de 4 MW, est exploité depuis 2008 sur le territoire de la commune par l'entreprise InnoVent.

## Lieux et monuments

### Vestiges préhistoriques et antiques
(août 2010).
Si vous disposez d'ouvrages ou d'articles de référence ou si vous connaissez des sites web de qualité traitant du thème abordé ici, merci de compléter l'article en donnant les références utiles à sa vérifiabilité et en les liant à la section « Notes et références ».

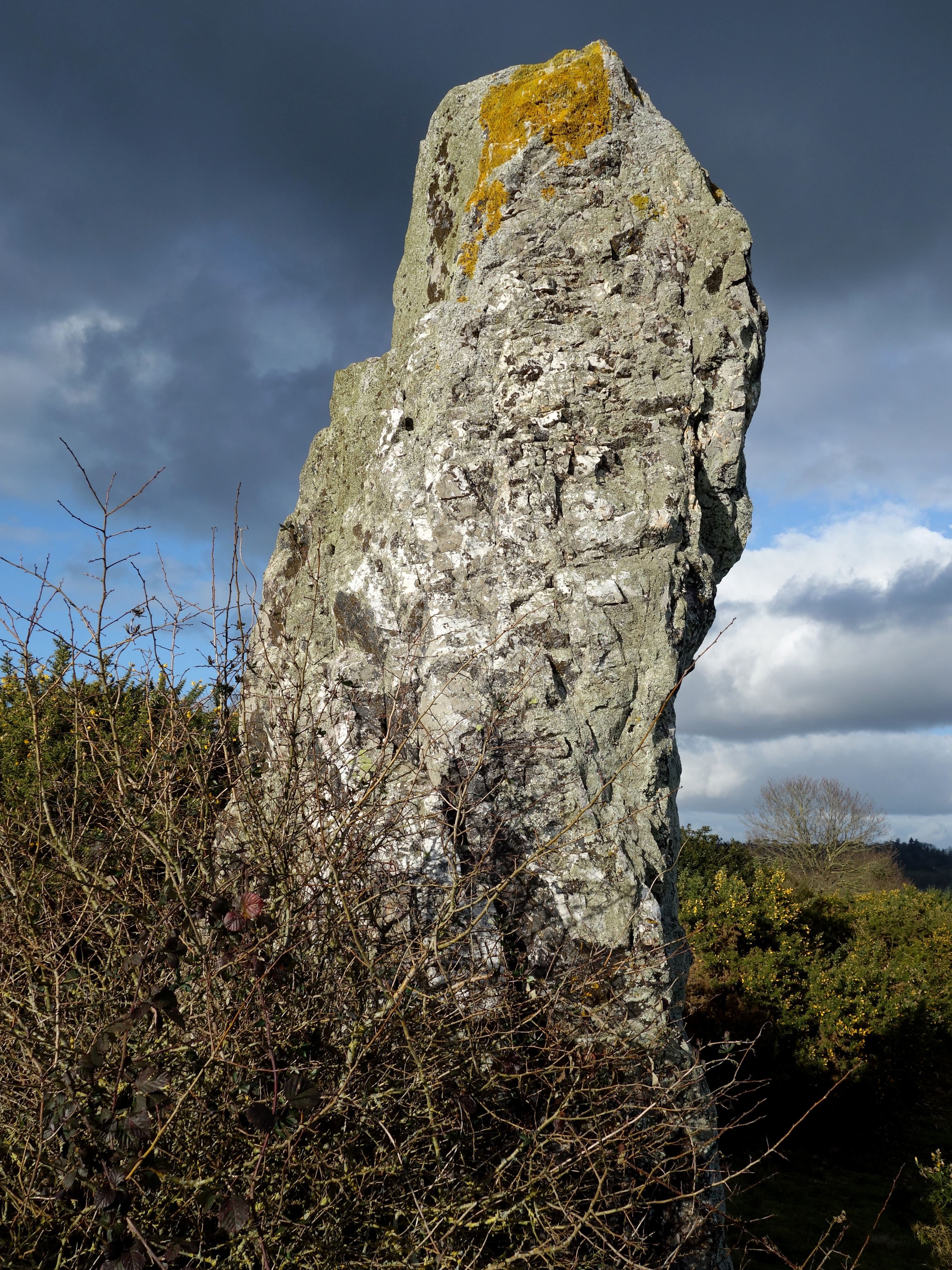
Pierre-Longue
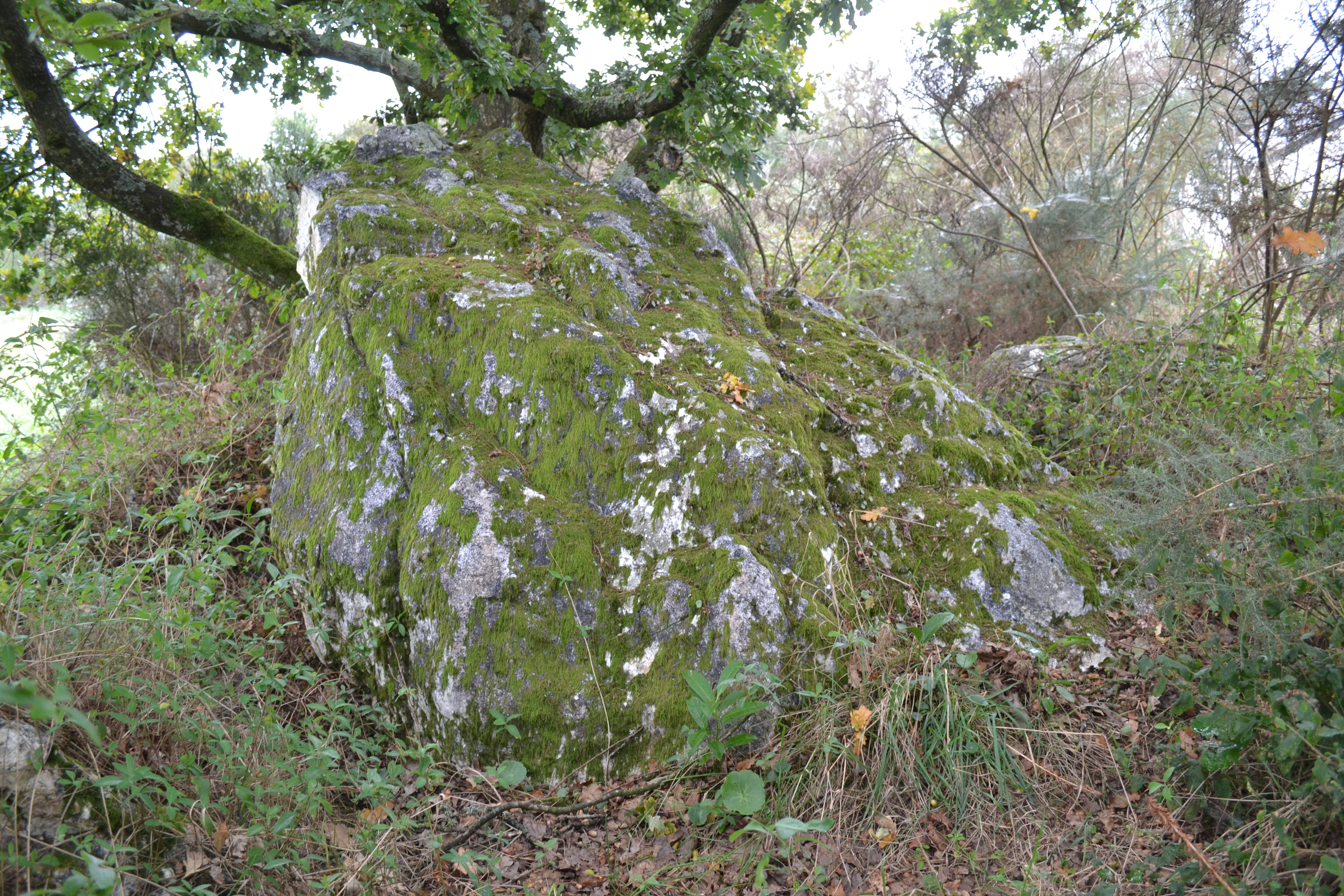
Dolmen ruiné de Pierre-Blanche

- Le menhir de Pierre Longue ou de Perrain ou de Perrin : situé au sud du Moulin de Quénouard.
- Le dolmen ruiné de Pierre-Blanche, situé entre le village du Châtellier et celui de la Guinois, inscrit en 1980 au titre des Monuments historiques[35].
- Le menhir de la Hammonais déplacé près de la grotte de Pontmain.
- Alignement détruit appelés les Pierres-Blanches : cinq pierres de quartz blanc alignées au coin d'un champ (le Champ des Meules) recouvraient un trésor gardé par la Levrette blanche. "La payenne", animal fantastique, prenait plaisir dans ses folles équipées, à culbuter les passants.
Une autre légende raconte que Notre Dame filait un jour en portant la pierre longue sur la tête et les pierres blanches dans son tablier. Lorsqu'elle se baissa pour relever son fuseau tombé à terre, la première de ces pierres s'enfonça dans le sol et les autres s'envolèrent dans le Champ des Meules.
- Des traces de fortification au Châtellier, à Rochefort, à Riadun et à la Motte-Marlin.
- La voie romaine de Nantes à Rennes et celle d'Angers à Carhaix.
- Des vestiges de villas et thermes gallo-romains.

### Architecture civile
- Le château de Mainténiac (XVIIe-XIXe siècle). Ce château est mentionné dès 1086 dans le cartulaire de l'abbaye de Redon. Propriété successive de Guillaume Guillou (en 1427), puis des familles Challot (en 1544, en 1556), Chéreil (en 1668), Robinault (en 1728), Desclos seigneurs de La Molière (en 1754) et au XIXe siècle, des familles Leveil, Dréo, Simon, Pierre Delaitre, Delahaye et Fabre (en 1975). La chapelle privative est édifiée par François Chéreil en 1671. La construction actuelle remonte au XVIIe siècle. Le château est remanié au XIXe siècle.
- Le château du Plessis-Bardoult, récemment restauré. Plessis-Bardoul possédait jadis un droit de haute justice. C'est là, semble-t-il, que naquit Jacques Bardoul, chevalier de l'ordre de Saint-Jean de Jérusalem et défenseur de Rhodes[36] contre Mehmed II en 1480. En 1340, le domaine du Plessis-Bardoult appartient à Pierre de Neufville. Du XIVe au XIXe siècle, le domaine est la propriété successive des familles Bardoult, Neufville (en 1427 et en 1562), Le Mesnager (en 1570), Tanoüarn (vers 1641), Simon et d'Andigné (au milieu du XVIIIe siècle). Entre 1562 et 1598, Le Plessis-Bardoult est le siège de cérémonies protestantes et d'actions anti-catholiques. La chapelle actuelle remplace l'édifice primitif construit en 1600.
- Le manoir du Pont-Neuf (XVIIe-XVIIIe siècle). On y signale une chapelle datée de 1709 et détruite au XIXe siècle. Le Pont-Neuf semble avoir été le théâtre de deux batailles, l'une en 578 (dans laquelle Guéroch, comte de Vannes, battit les Francs du roi Chilpéric Ier), l'autre en 843, où Erispoë et le comte Lambert furent battus par les Francs de Rainald, comte de Nantes.
- Le manoir de La Touche (XVIe siècle). Il possède une chapelle privée. Propriété successive des familles Georges Godet seigneur de la Ville-Harel (en 1589), Chereil, sieurs de Minténiac, Chérel (en 1659) et du marquis de Marboeuf ;
- Le manoir de la Pungerais (XVIe-XVIIe siècle). Propriété de la famille Guillemot puis de la famille Chérel en 1679.
- Le manoir de Riadan ou Riadun. Maison de maître des ardoisières de Riadun, propriété successive des demoiselles de Branbuan (début XXe), de la famille Berhaud (1939) conservateur du musée de Rennes, de la famille Beunet (1969), et de la famille Bertaux (depuis 2011).
- Le manoir de Trélan. Propriété des seigneurs de Trélan en 1375.
- L'ancien manoir du Perrain ou Perrin (XVIe siècle), situé près du menhir de Pierre-Longue. Propriété de la famille Guillemot.
- L'ancien manoir de la Motte. Propriété de la famille Trélan en 1660.
- L'ancien manoir du Perray. Propriété de la famille Chérel en 1689.
- L'ancien manoir du Bois-Tenet.
- Le puits du manoir de La Touche (XVIe siècle).
- La maison avec des portes morlaises (1607).
- De nombreuses forges existaient autrefois sur la lande de Bagaron (XIIe siècle).
- Le haut-fourneau ou forges du Plessis-Bardoult (XVIIIe-XIXe siècle), situé au lieu-dit les Forges. Construit en schiste rouge, il fut édifié en 1828 par Anne-Marthe Roland, comte Onffroy. Durant tout le XIXe siècle, le haut fourneau est alimenté en minerai de fer provenant de la lande de Bagaron[37].
- 6 moulins dont les moulins à eau de Macaire (Moulin de Macaire), de l'Ardouais (1740), de Quénouard, de la Huais, de Rolland.
- Les ardoisières de Riadun (XVIIIe-XIXe siècle).
- Les ardoisières de La Borde (XIVe-XVIIe siècle). Elles sont situées sur la Butte de Huneau surplombant la Vilaine. Ce sont des anciennes carrières de schistes ardoisiens briovériens, subverticaux ; sur le front de taille nord, admirable chapelet lenticulaire de wackes quartzeuses à faciès « grès-quartzite », Durant la Seconde Guerre mondiale, un homme y venait creuser chaque jour, à la recherche d'un légendaire trésor.
- L'école libre de garçons, près de l'église, remplace l'ancien hôtel de la Tonneraye qui appartenait en 1560 à la famille Chérel.
- La maison de la Houitière, appelée encore la Ville Rouge et située au village du Châtellier.
- Les fermes du château du Plessis-Bardoult, (La Minaurais, La Métairie d'Ahaut, La Borde, La Préchetais, La Porte, La Corvaiserie) possèdent des maisons d'habitation à l'architecture identique (début XXe). Les fenêtres à l'entourage en brique offrent les proportions du nombre d'or esthétiquement parfaites.
- La gare de Pléchâtel mise en service en novembre 1864[38], par la compagnie des chemins de fer de l'Ouest, soit deux ans après l'inauguration de la ligne. On y découvre deux anciennes maisons bourgeoises avec vieux palmiers et l'ancienne poste de Pléchâtel.
- L'ancienne carrière de « schistes pourprés » du faciès « Le Boël », entre la ferme de la Minaurais et celle de la Jeussais.

### Architecture religieuse

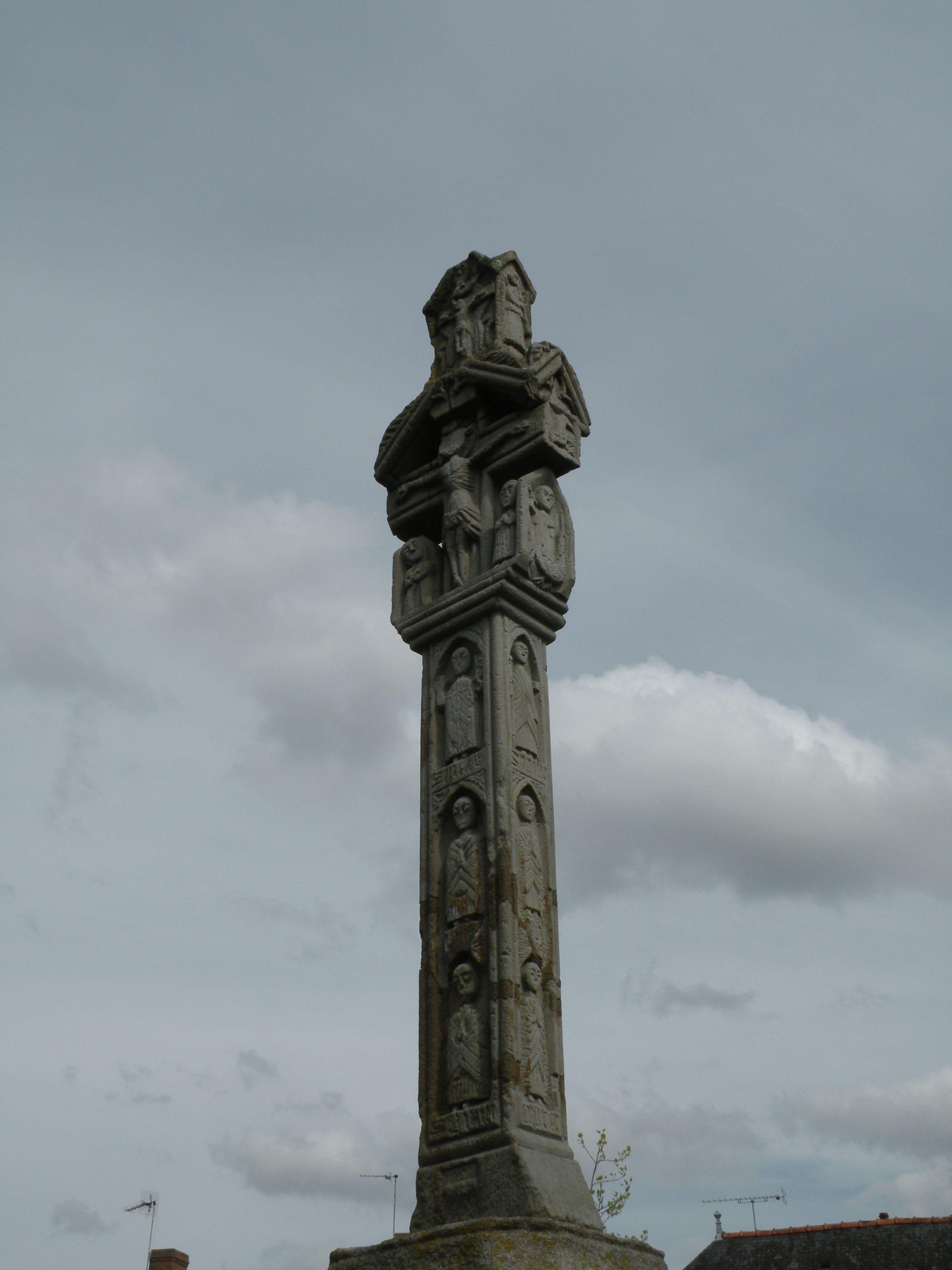
Le calvaire
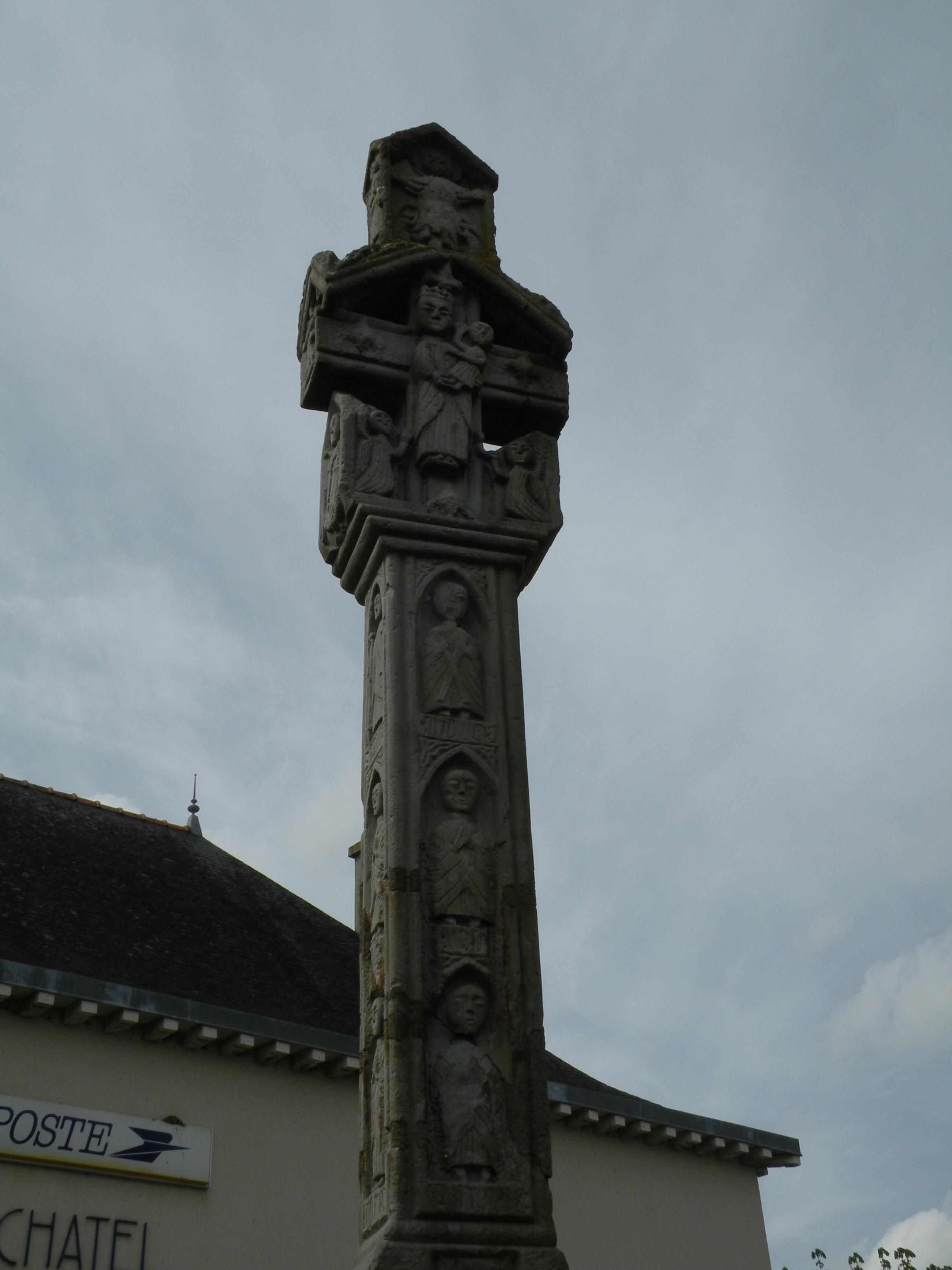
Le calvaire
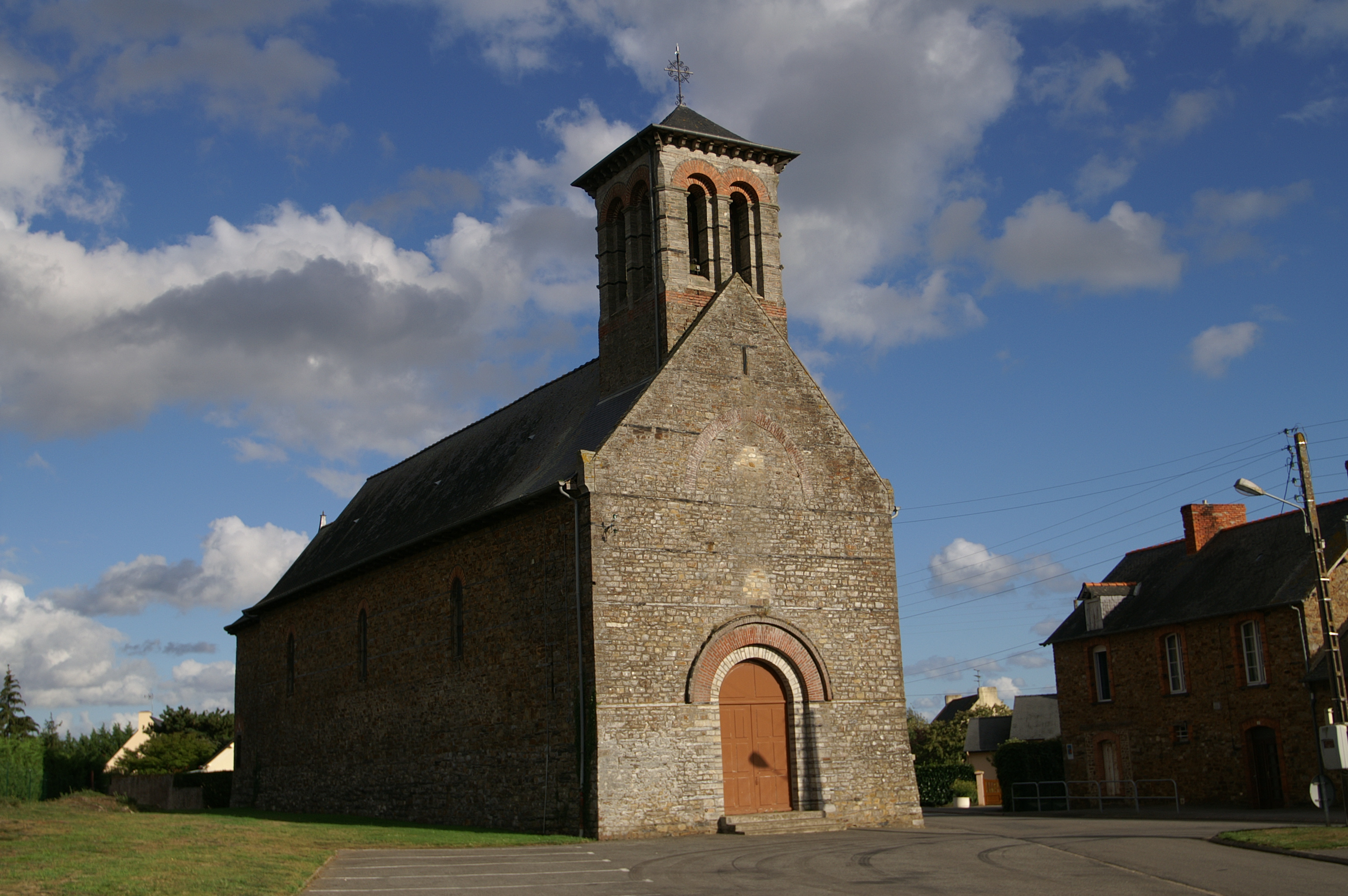
La chapelle du Châtellier

- Le calvaire du XVe siècle, situé place de la mairie : croix monolithique d'une grande beauté. Elle est couverte d'un toit à quatre faces surmonté d'un petit clocheton carré figurant sur ses faces une sainte Trinité, une Vierge et deux anges. Le fût présente en bas relief sur chaque face trois apôtres superposés abrités dans des niches en arc brisé et accompagnés d'inscriptions gothiques. La croix est classée en 1908 au titre des monuments historiques[39].
- L'église Saint-Pierre (1884 - 1891), œuvre de l'architecte Henri Mellet. L'église primitive romane est démolie en 1892. L'ancienne église se composait d'une nef romane (un arc triomphal, accosté de deux autels, la séparait du chœur), de deux collatéraux, d'un chœur à chevet droit et de deux chapelles. Le chœur, les collatéraux et les chapelles dataient du XVIe et du XVIIe siècle. Le chœur, qui avait été refait en 1789, renfermait jadis les armes et l'enfeu des prieurs de Pléchâtel.
- L'ancien prieuré (XVIIe siècle). Les moines occupaient le prieuré jusqu'à la fin du XVIIe siècle. L'édifice devient ensuite la propriété de la seigneurie du Plessis-Bardoult. Acheté par Mlle Giffart, il devient la propriété de M. Lohier de La Motte, curé de Pléchâtel, qui le remet aux sœurs de la Charité de Saint-Louis. L'édifice devient en 1949 une maison de repos et de convalescence. On prétend que sa chapelle privée se trouvait dans un champ voisin appelé la Vigne. Le prieuré possédait jadis un droit de haute justice.
- La chapelle Notre-Dame-de-la-Salette (1812-1889).
- La chapelle Saint-Saturnin ou Saint-Saulny (1709-1715). Jadis frairienne, on voit près d'elle une fontaine. Vers le XVIIIe siècle, un prieuré se situait près de la chapelle.
- La chapelle du Châtellier construite de 1880 à 1885 par l'architecte Arthur Regnault
- La chapelle du Plessis-Bardoult, édifiée en 1600 et reconstruite vers 1850.
- L'ancienne chapelle Saint-Éloi (XIe-XIIe siècle).
- L'ancienne chapelle de Bagaron[40], romane[41]. Jadis frairienne, on voit encore l'enclos de son cimetière.
- L'ancienne chapelle de La Touche (XVIIIe siècle), disparue dès la fin du XIXe siècle.
- L'ancienne chapelle Saint-Martin, située dans le cimetière et démolie en 1845. Il s'agit d'une ancienne dépendance du prieuré.
- L'ancienne chapelle du Marin, située au bourg de Pléchâtel, sur la route de Bain-de-Bretagne. Elle aurait été édifiée par un marin en exécution d'un vœu.

### Patrimoine naturel
- Le Chêne de Breslon,  chêne pédonculé  au tronc de six mètres de circonférence. Ce chêne rouvre de 27 mètres de hauteur, aurait été planté en 1598 par le roi de France Henri IV durant son passage à Bain-de-Bretagne revenant de la signature de l'Édit de Nantes.
- L'if (conifère) séculaire du lieu-dit le Châtaignier situé entre La Borde et la Jeussais. Cet If (Taxus) est au moins tri-centenaire.
- Les étangs et le bois du Plessis-Bardoult.
- Les Landes de Bagaron :  cette lande s'étend jusqu'au Port-Neuf.

### Panoramas sur la vallée de laVilaine
- La Levée : falaise de schiste dans laquelle ont été creusés des grottes et escaliers. Le site fut aménagé durant l'hiver 1812 par le curé de la paroisse pour donner du travail à la population.
- Le rocher d'Uzel
- Le pont ferroviaire de Cambrée
- Le pont de la Charrière d'où l'on peut voir la confluence entre la Vilaine et le Semnon.
- La butte de Huneau d'où l'on peut voir l'écluse et le moulin de Macaire.

## Figures locales
- Amand Franco, mouleur aux Forges du Plessis-Bardoult, fondateur de la Fonderie Franco de Châteaubriant[42] ,[43].
- Joseph Marchand, Chef de gare à Pléchatel et grand résistant (branche du réseau Overcloud), guillotiné à la prison de Charlotennburg (Berlin). Chevalier de la légion d'honneur.
- Baron Delaitre, intendant général, propriétaire du château de Mainteniac.
- Maurice Gautier, archéologue aérien, né à Pléchâtel, découvreur de 3500 sites archéologiques[44] Archéologie aérienne .
- Fred Brûlé natif du Châtellier, écrivain, historien et humaniste[45].

## Personnalités liées à la commune
- Waroch, roi breton, ayant refusé de payer le tribut à Chilpéric, roi de France, est attaqué par une armée de 20 000 francs, aux environs du pont romain du Port-Neuf en l'an 578[46]. Waroch gagne, demande la paix et obtient Vannes moyennant le versement d'un tribut annuel[47].
- Erispoë roi de Bretagne, fils de Nominoë, livre une bataille au Port-Neuf contre les troupes de Charles le Chauve commandées par Renaud de Nantes (Rainald), en l'an 843 (Bataille de Messac). Il y est battu.
- Foulque Bardoul   (XIVe siècle), prélat français issu de la famille Bardoul et Garde des sceaux de France[48] en 1349.
- Jacques Bardoul, de la famille du Plessis-Bardoult (XVe siècle), chevalier de Rhodes aux côtés du grand maître Pierre d'Aubusson défenseur de Rhodes[49] en 1480[50].
- Roland de Neufville (1530-1613) évêque de Léon de 1563 à 1613, fils de Renaud de Neufville, seigneur du Plessis-Bardoult.
- Mère Saint-Louis , née Louise-Élisabeth de Lamoignon, béatifiée, fondatrice de la Congrégation des Sœurs de la Charité de Saint-Louis. Elle a créé en 1816 une maison de Charité à Pléchâtel.
- Anne-Marthe Roland Onffroy de Vérez, chevalier de l'ordre royal et militaire de Saint-Louis, exilé en Jamaïque et propriétaire du Plessis-Bardoult[51].
- Jules-Henry Onffroy de Vérez, explorateur en Amérique du Sud (Chili, Pérou)[51] a passé son adolescence au château du Plessis-Bardoult.
- Pierre Richard de La Pervanchère, officier de cavalerie, propriétaire du Plessis-Bardoult (XIXe siècle).
- Georges Dottin (1863-1928) linguiste et professeur d'université. Auteur d'un glossaire du parler et d'un relevé des traditions de Pléchâtel.
- Adolphe Orain, (1834-1918) historien, auteur de Contes du pays Gallo (contes sur les Landes de Bagaron et le Rocher d'Uzel).
- Charles Nodier  (1780- 1844), membre de l'Académie française, romancier du mouvement romantique. Il a vécu au château de Trélan.
- Le père Daniel Brottier, directeur de l'Œuvre des Orphelins apprentis d'Auteuil, béatifié par Jean-Paul II, fondateur de l'ancienne maison de retraite du Plessis-Bardoult.
- René Patay (1898-1995), médecin biologiste, pilote de l'escadrille des Cigognes), maire de Rennes, a lancé l'idée d'une maison de retraite pour les vieux combattants de l'Union nationale des combattants (UNC)[52].
- Le général Weygand (1867-1965), membre de l'Académie française, a inauguré la maison de retraite du Plessis-Bardoult le 4 juillet 1937 en présence de 100 000 personnes[53].
- Fidèle Simon, député de la Loire-Atlantique Gauche républicaine (1871-1885), décédé en  1911 dans sa propriété du Plessis-Bardoult[54].
- Marc Aubert (1912-1939), officier de marine dont la compagne est née à Pléchâtel.
- Le général de corps aérien René Chesnais (décédé en 2014, ancien maire de Baulon), président de l'Union Nationale des Combattants du Plessis-Bardoult[55].
- Laure Sinclair  actrice.
- Émile Janier  (1909-1958), orientaliste arabisant et berbérisant français, de parents agriculteurs originaires de Pléchâtel.
- Yves Jaigu  (1924-2012), homme d'audiovisuel français, directeur à l'ORTF, à France-Culture et à FR3, propriétaire du Château de Trélan.
- Henri Dès auteur-compositeur-interprète suisse francophone. Une école pléchâtelloise porte son nom.
- Fant Rozec (1911-2001), poétesse, romancière et dramaturge de langue bretonne, proche du nationalisme breton, décédée à Pléchâtel.
- Jean-Marc Brûlé, (1965-2023), homme politique français, y est mort.

### Oratoire du Sacré-Cœur

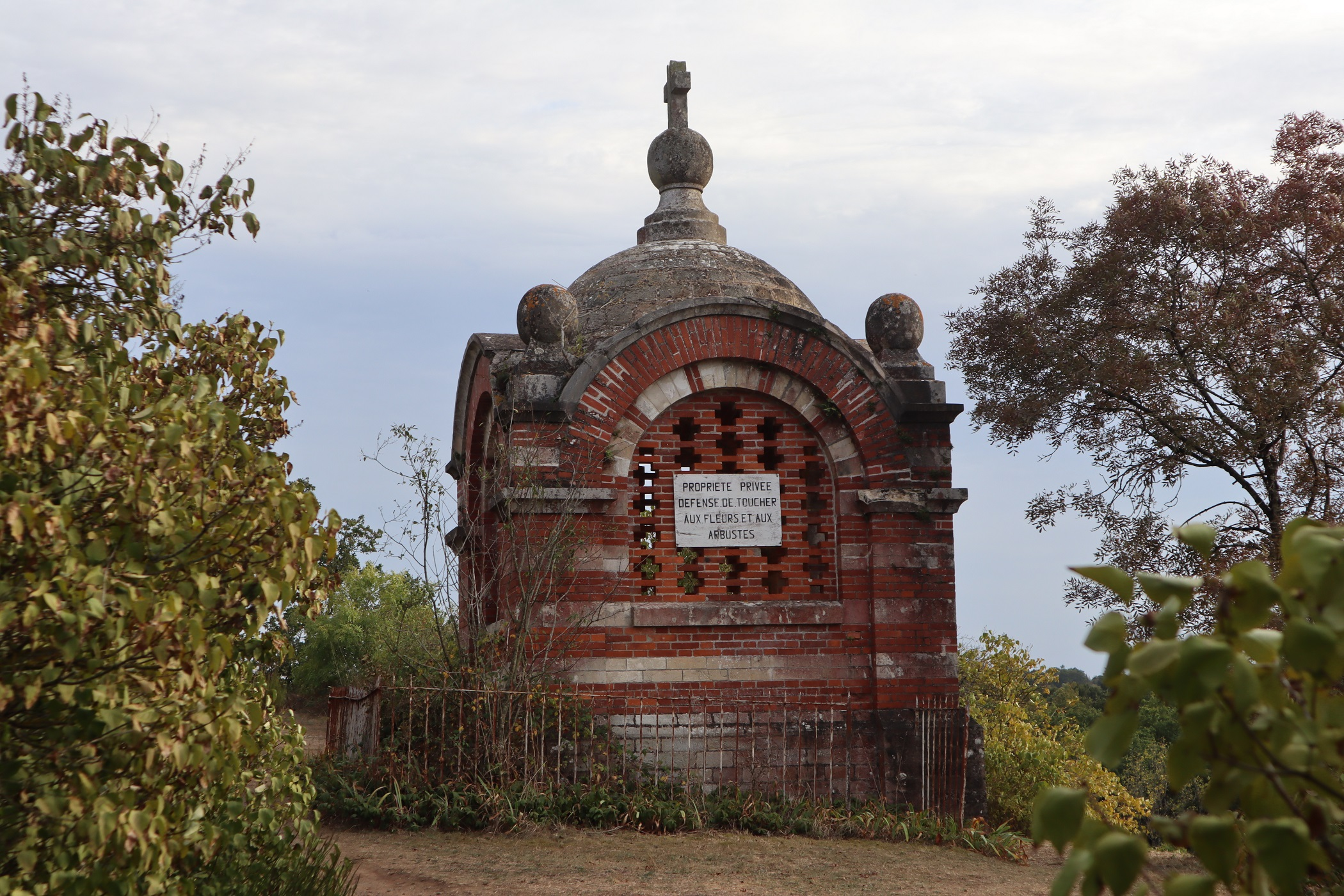
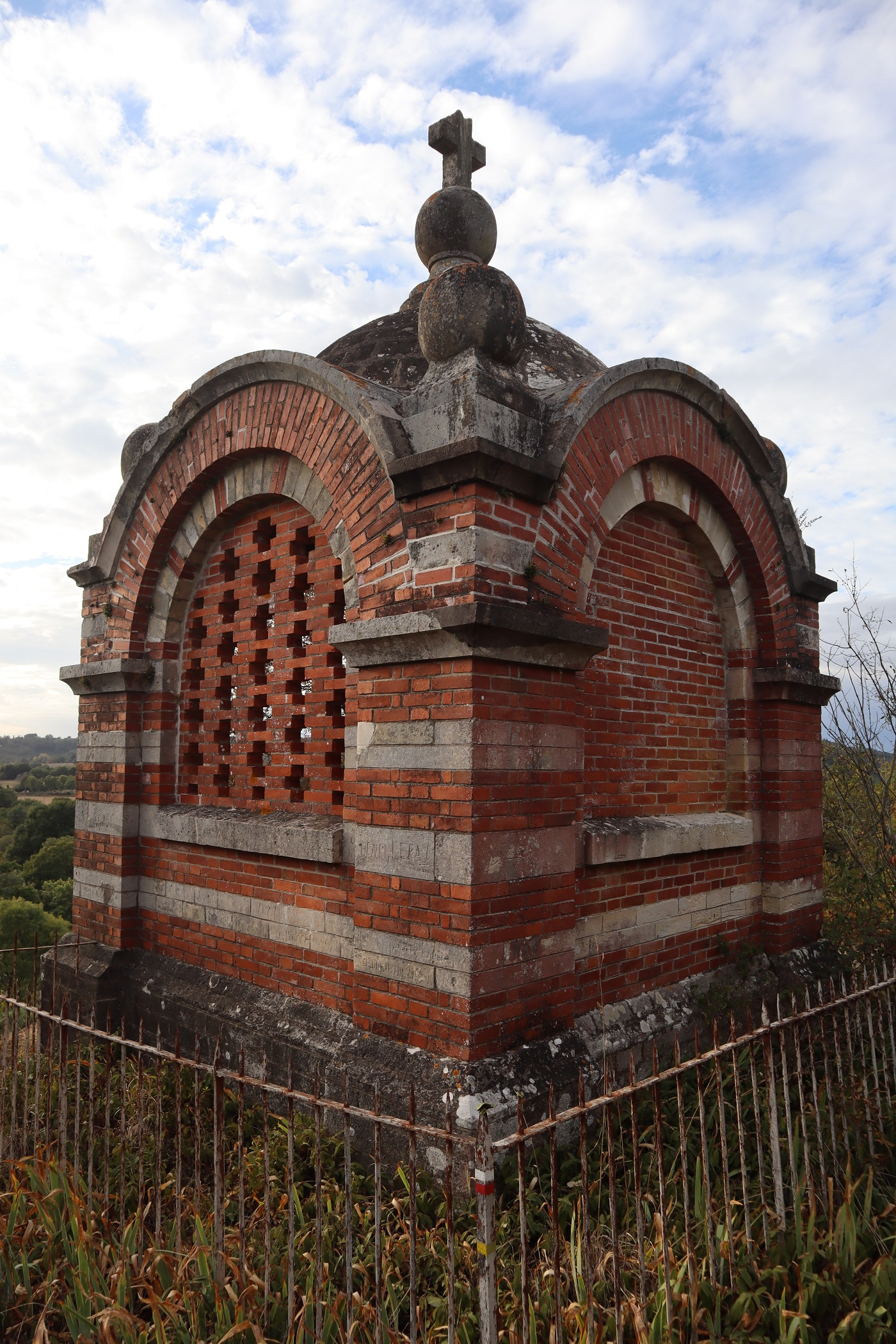
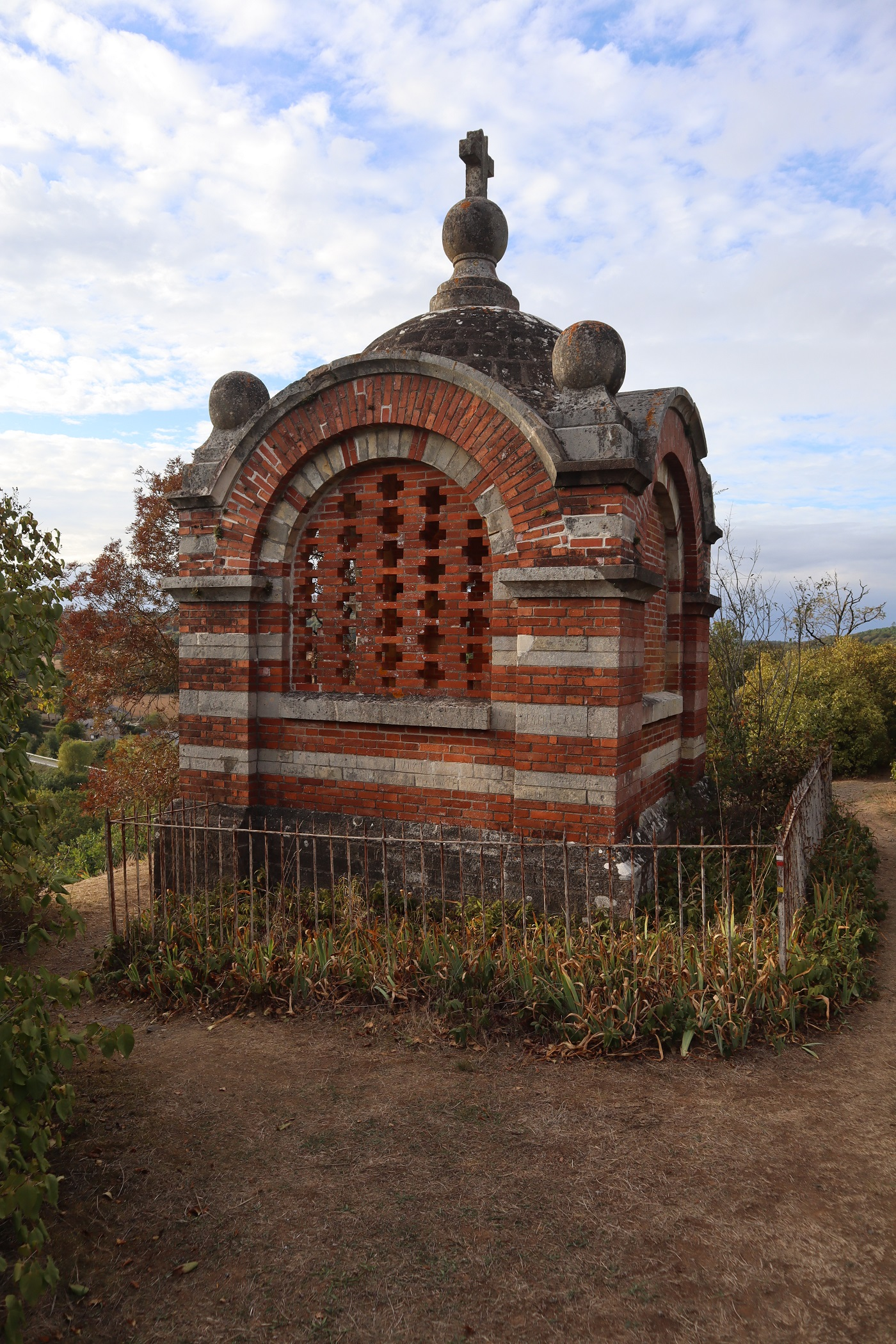
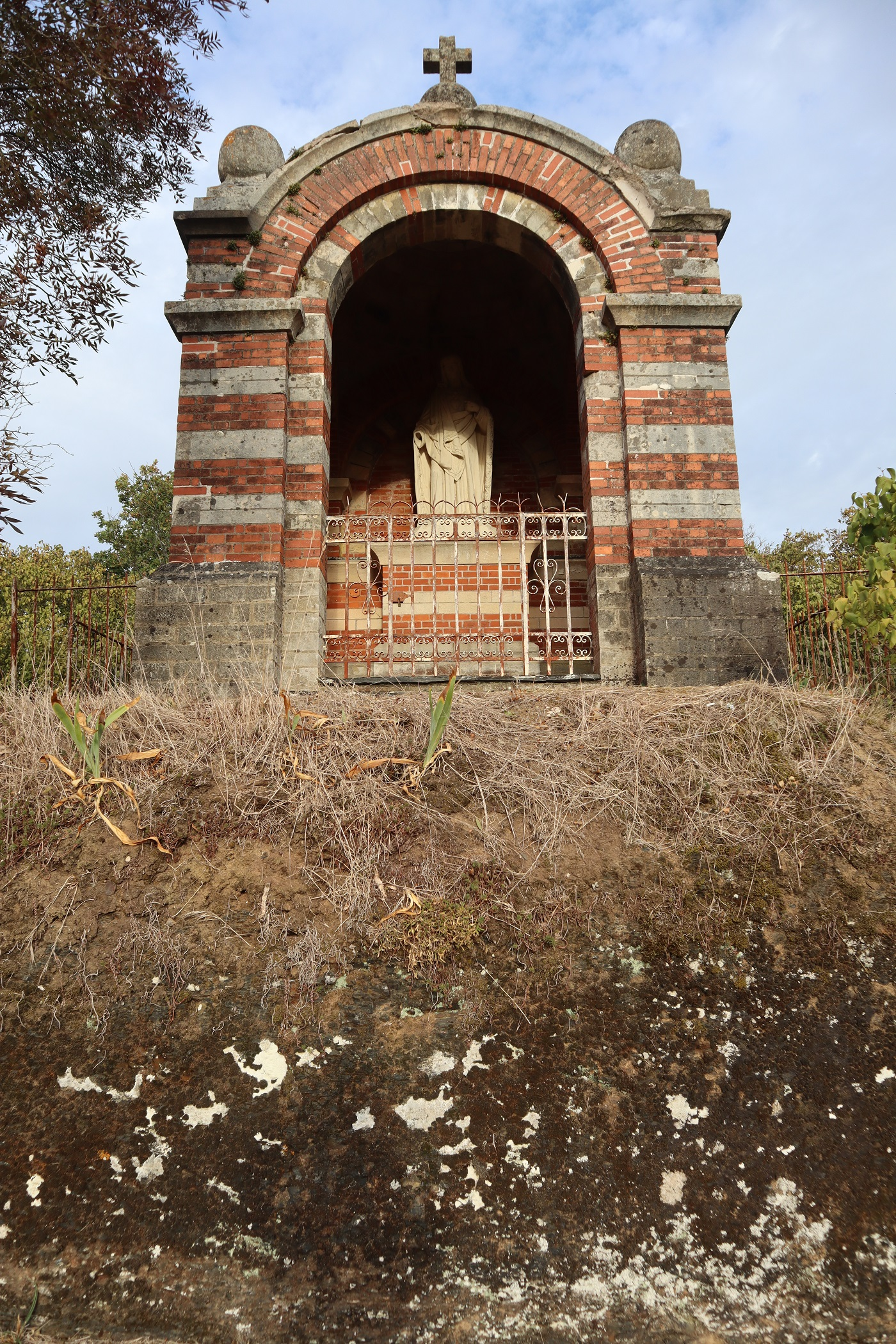
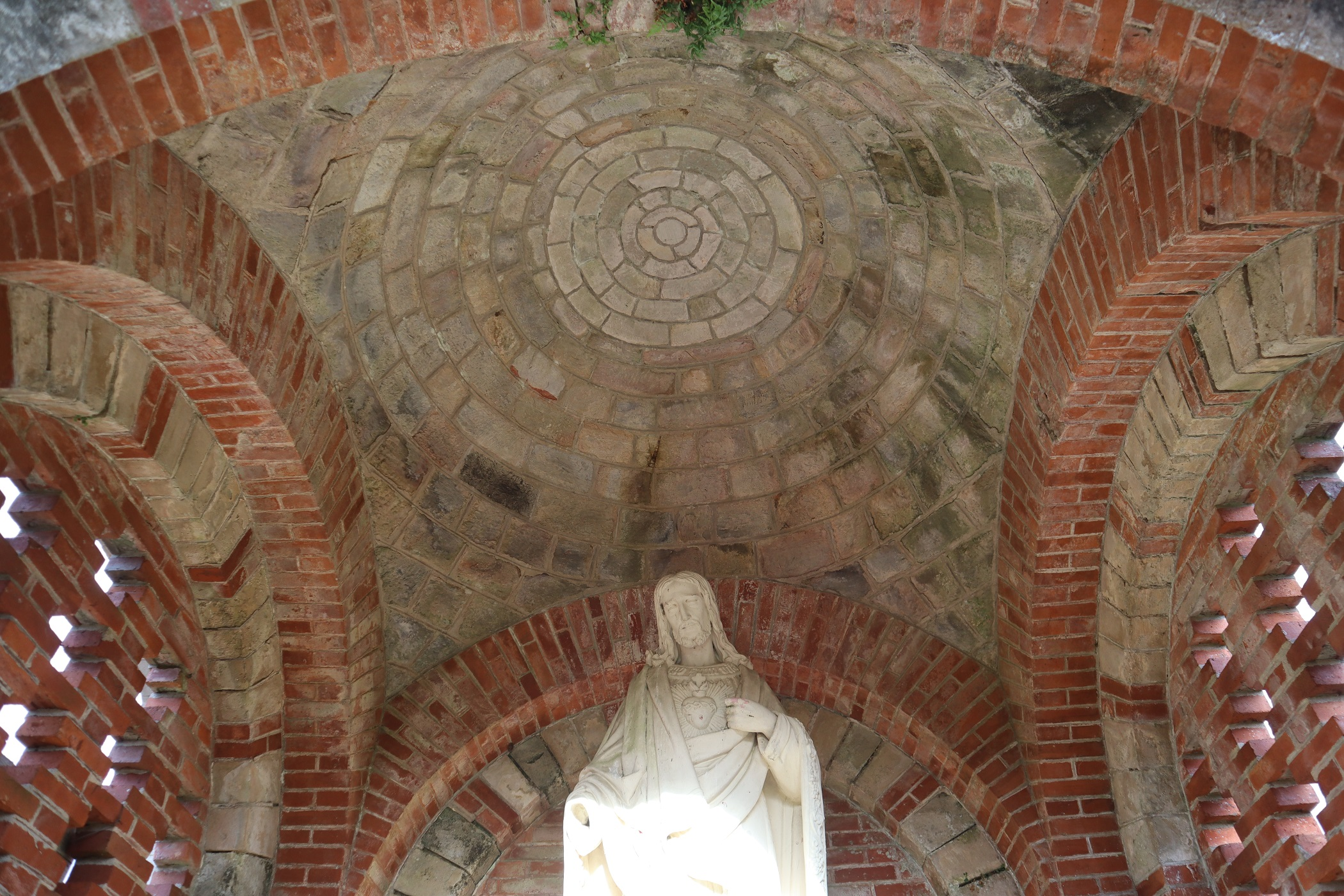

### Église Saint-Pierre

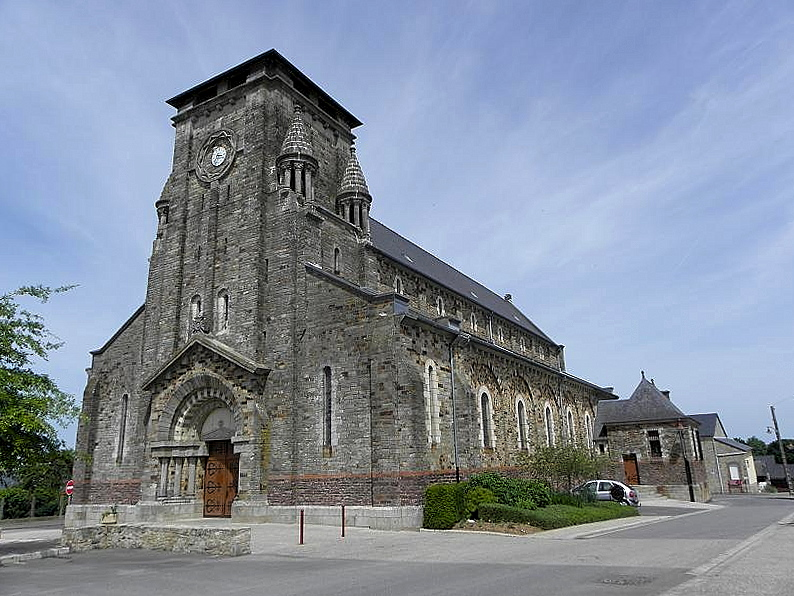
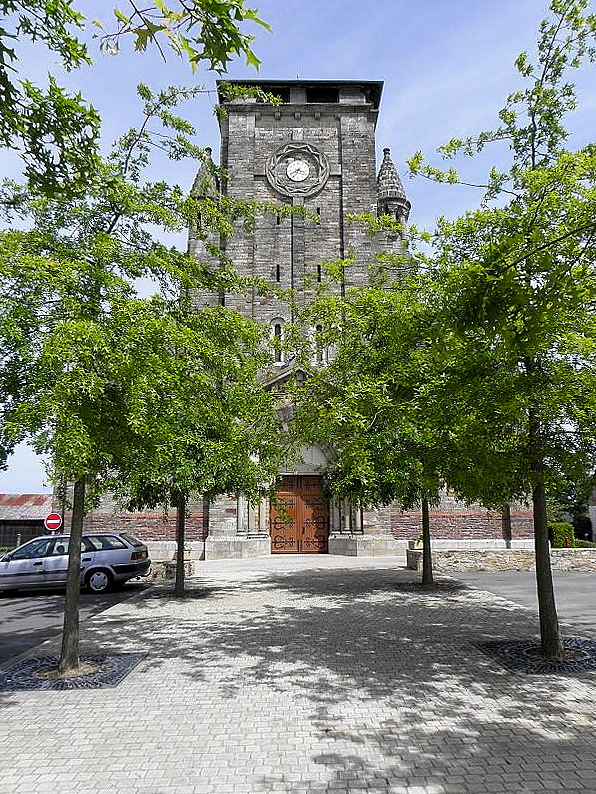
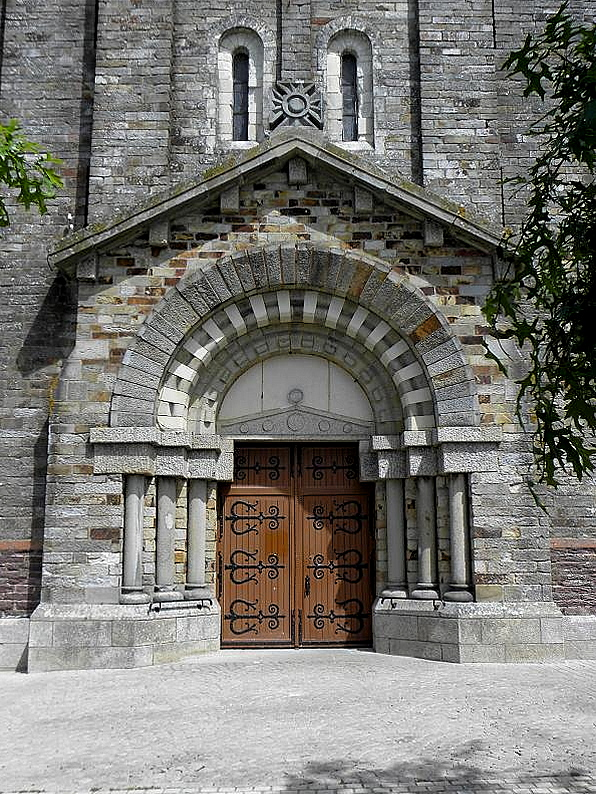
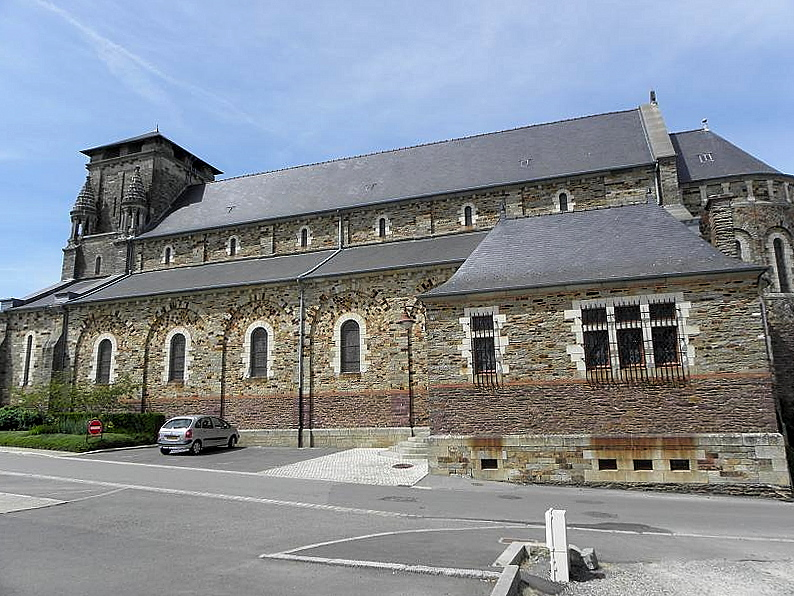
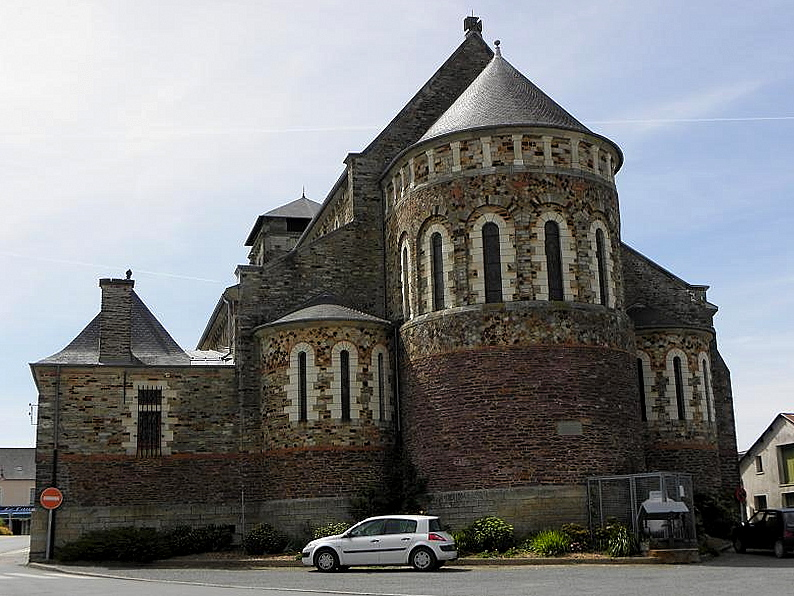

### Croix du Calvaire

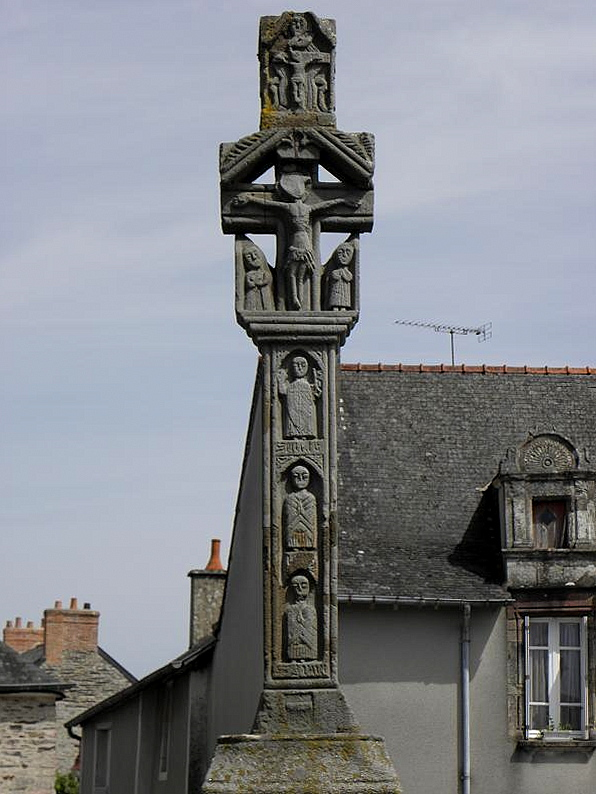
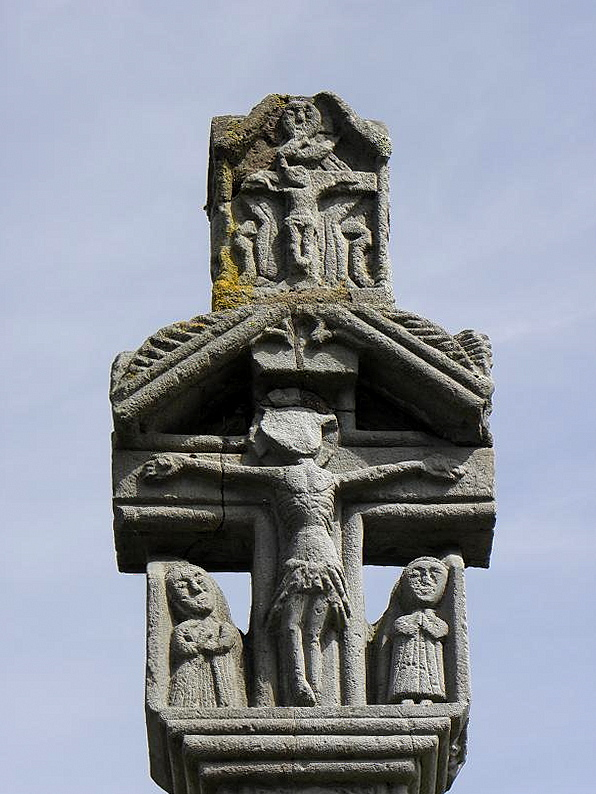
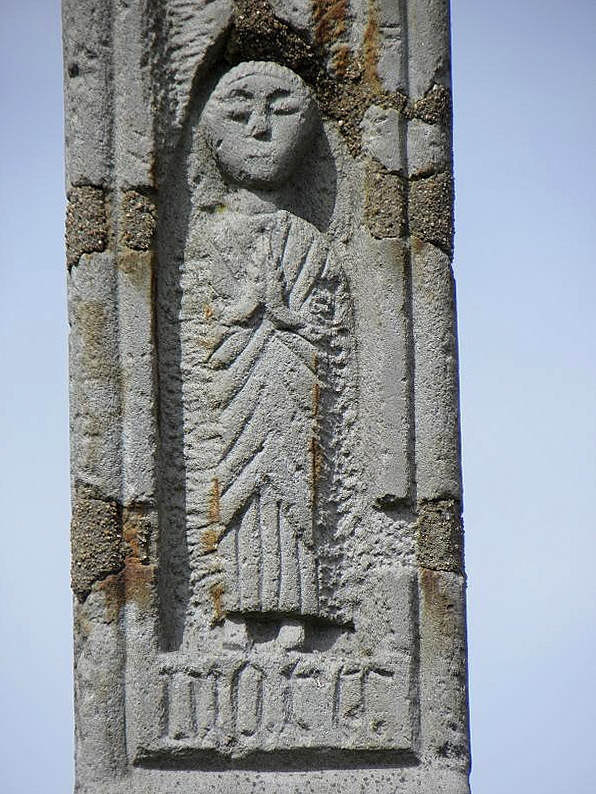
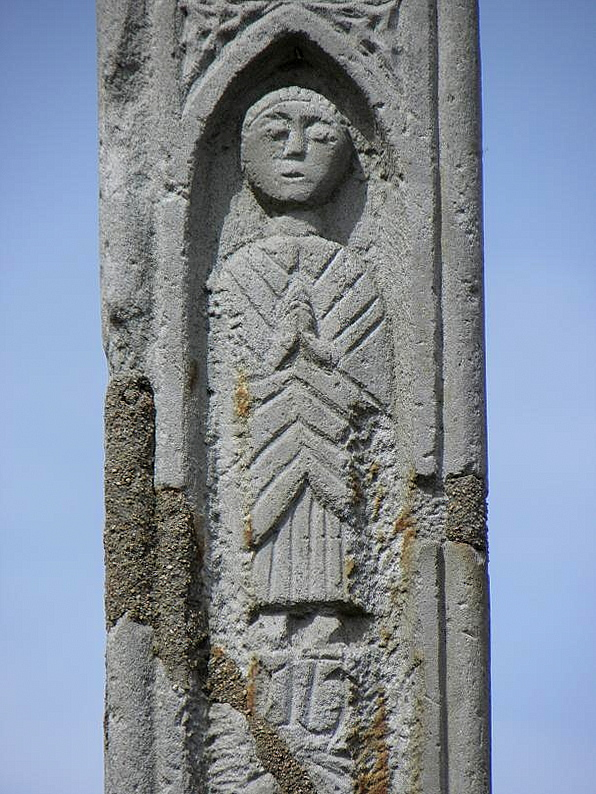
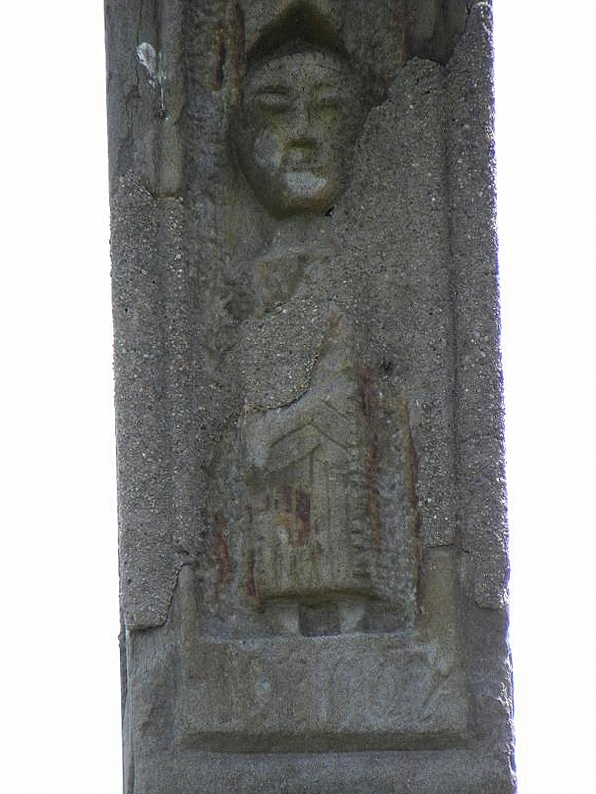

### Chapelle du Châtelier

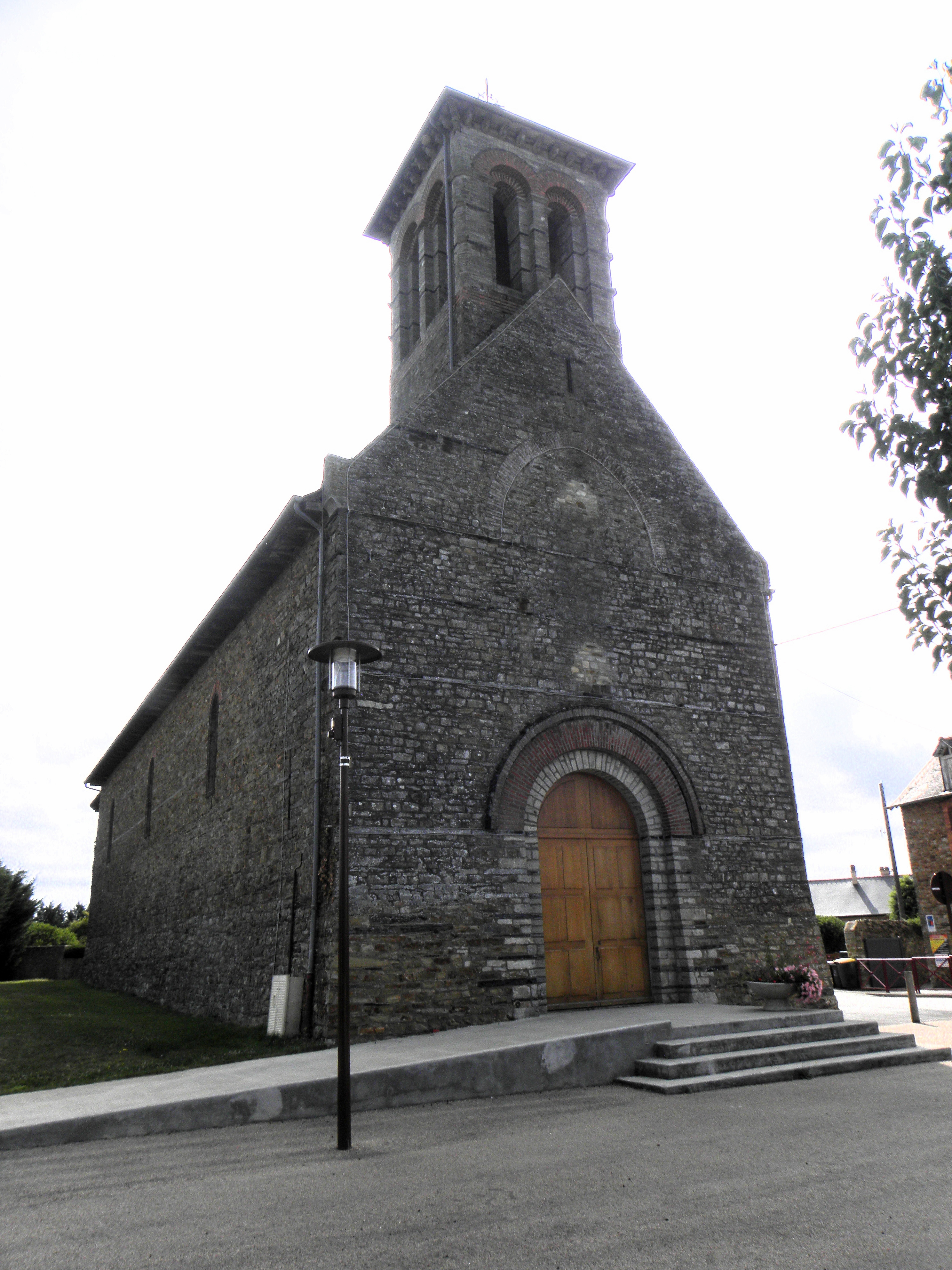
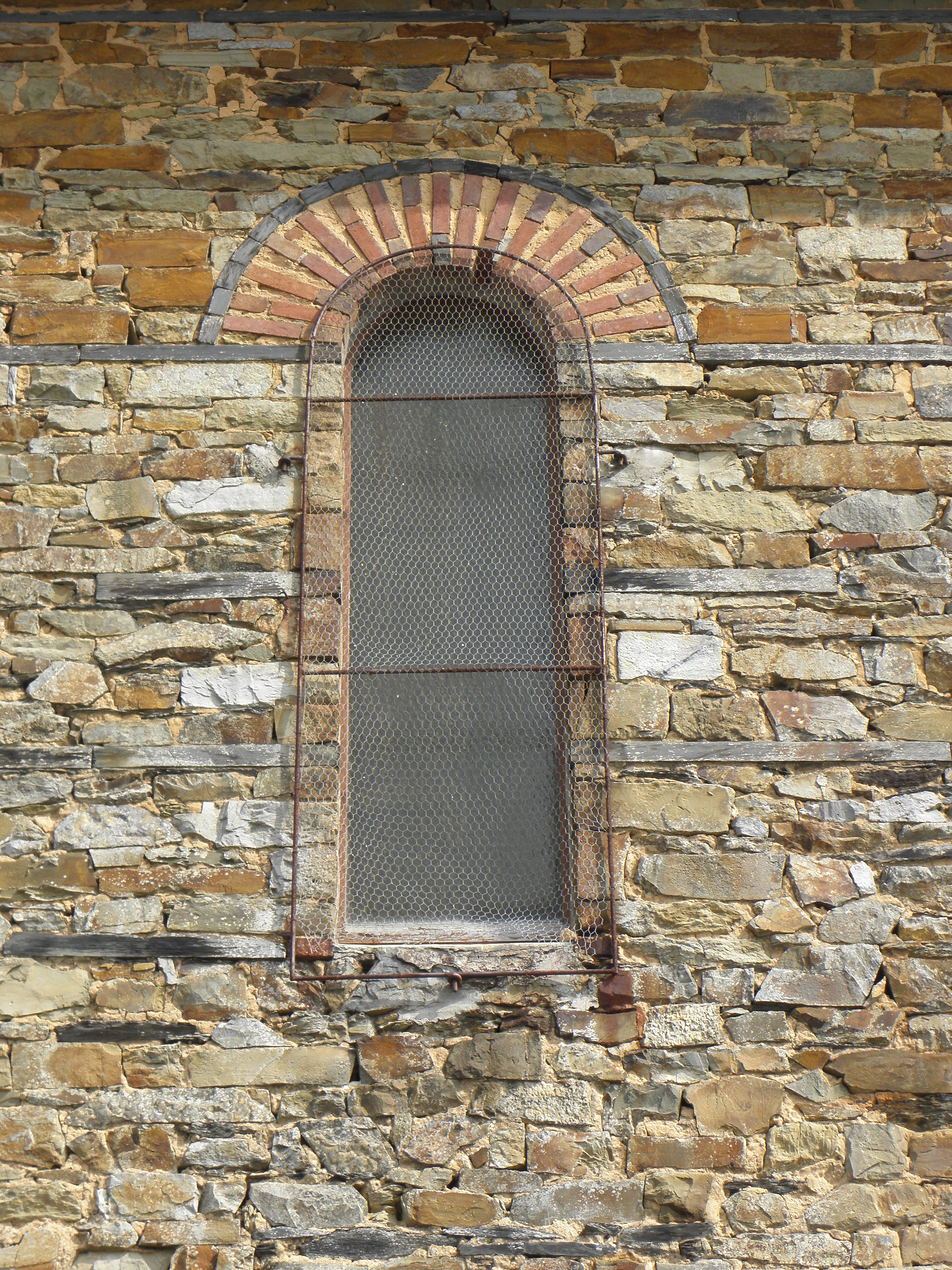
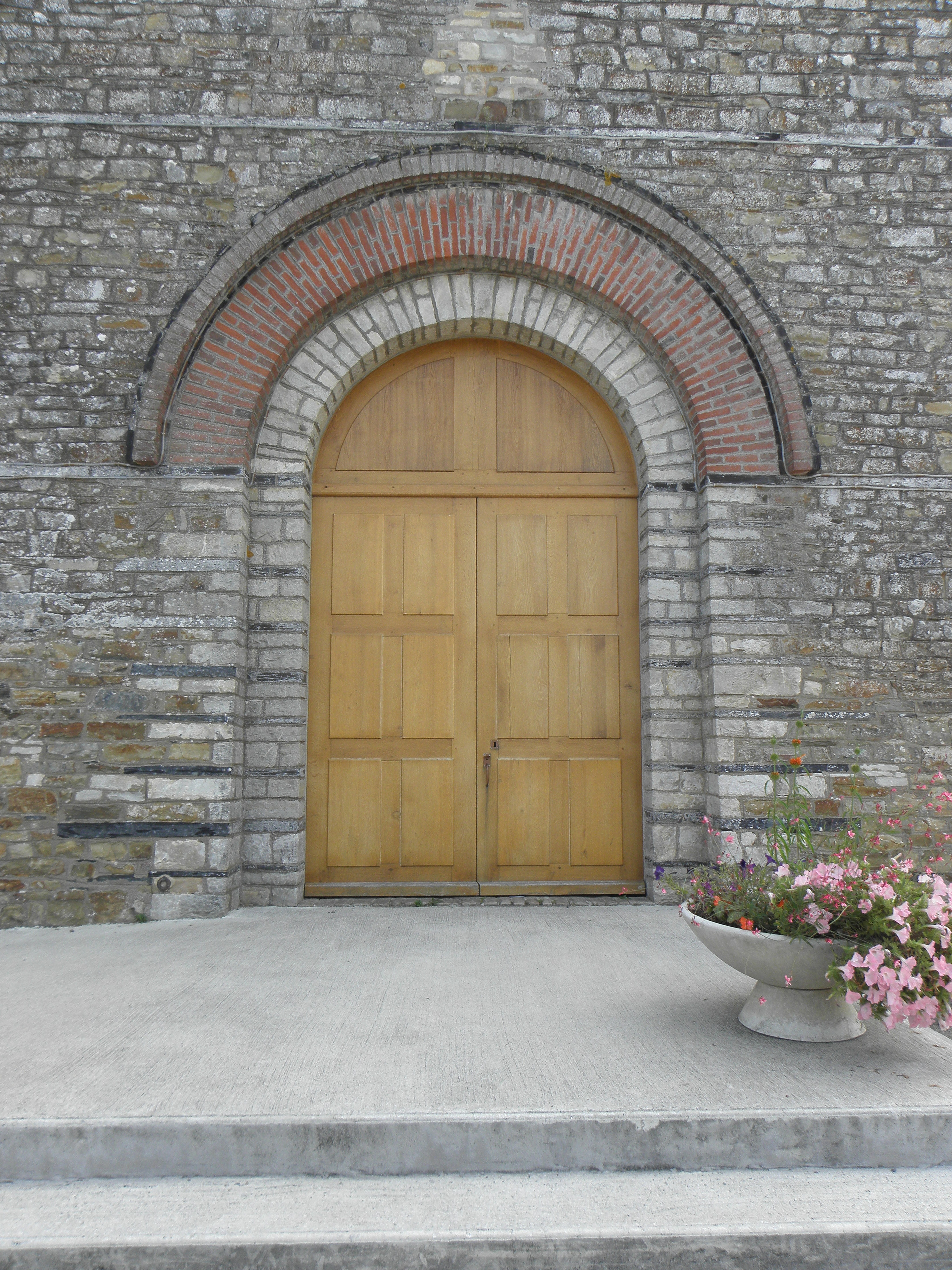
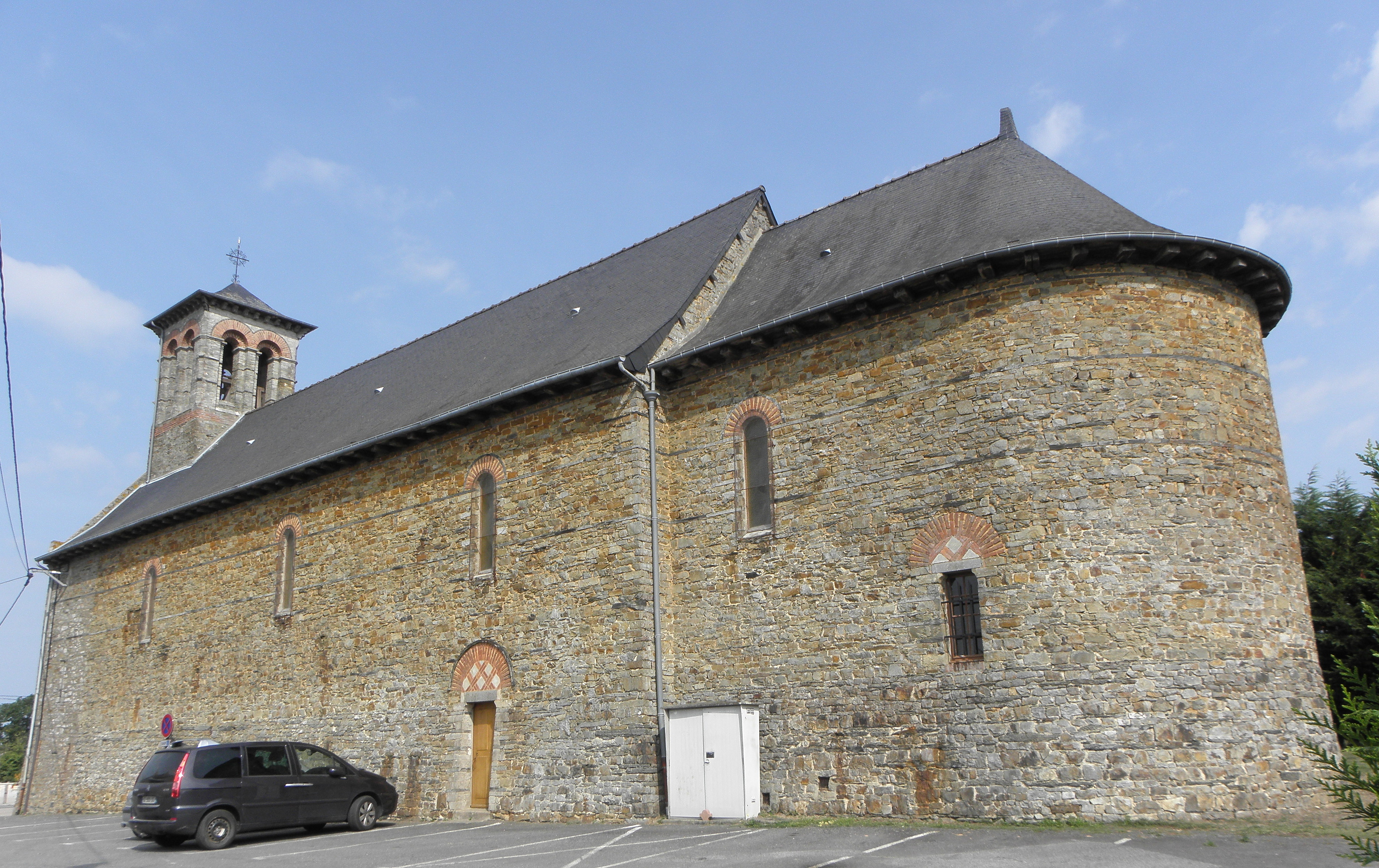
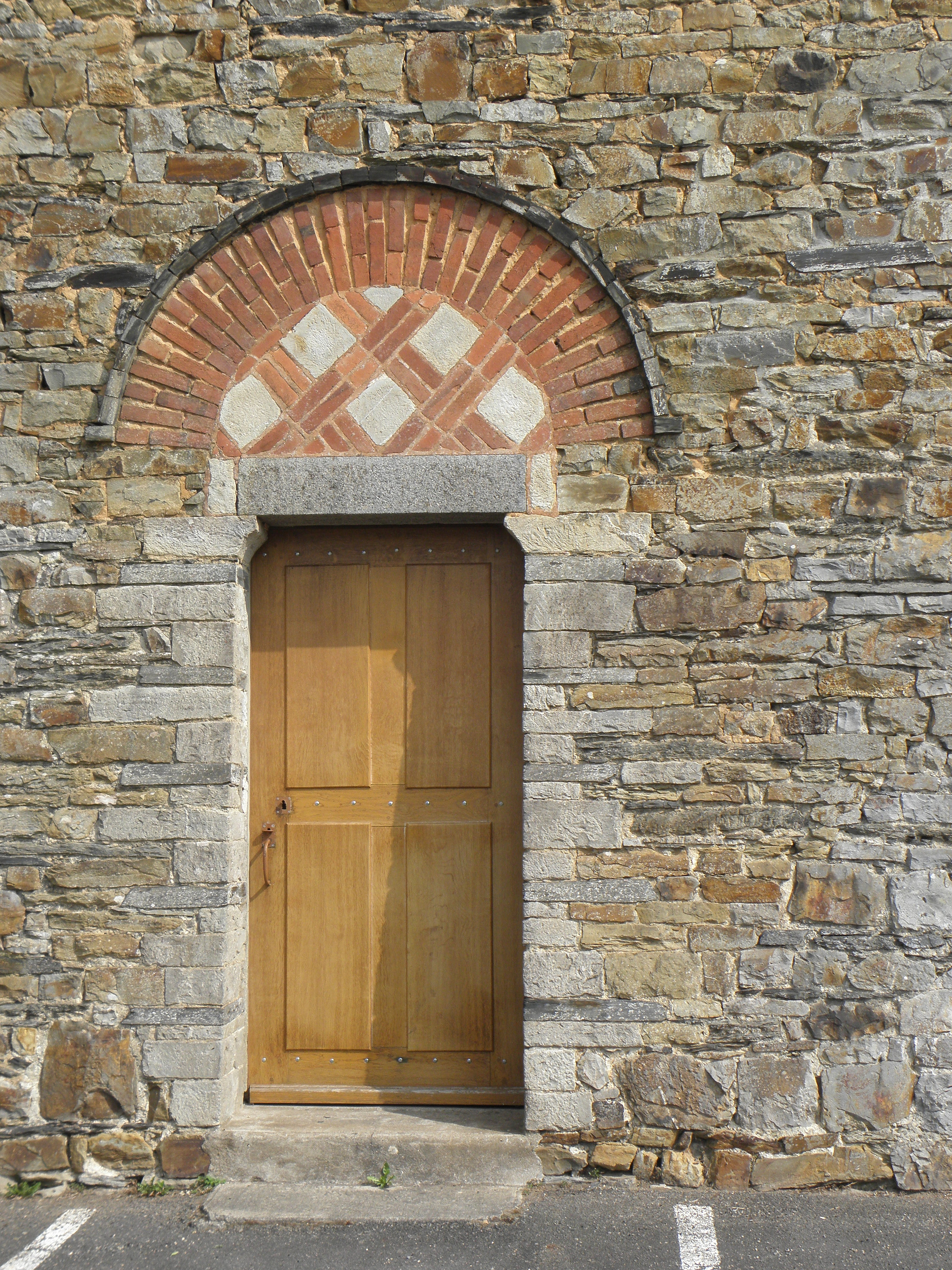